# Episodi di One Piece (prima stagione)
Questa lista comprende la prima stagione della serie televisiva anime One Piece, prodotta da Toei Animation, diretta da Kōnosuke Uda e tratta dall'omonimo manga di Eiichirō Oda.
La prima stagione si intitola Saga del Mare Orientale (EAST BLUE編?, Īsuto Burū hen) e raggruppa i primi 61 episodi. Essa è ambientata nel Mare Orientale e mostra le avventure della ciurma di Cappello di Paglia dalla partenza di Monkey D. Rufy dal suo villaggio fino all'entrata nella Rotta Maggiore. Gli episodi sono stati trasmessi in Giappone su Fuji TV dal 20 ottobre 1999 al 7 marzo 2001 e in Italia su Italia 1 dal 5 novembre 2001 all'8 febbraio 2002.
Le sigle di apertura adottate sono We Are! (ウィーアー!?, Uī Ā!) di Hiroshi Kitadani per i primi 47 episodi e Believe delle Folder5 per i restanti; mentre le sigle di chiusura sono Memories per i primi 30 episodi e RUN! RUN! RUN! per i restanti, entrambe di Maki Otsuki. L'edizione italiana ha adottato invece come sigla unica di apertura e di chiusura All'arrembaggio!, di Cristina D'Avena e Giorgio Vanni, per i primi 53 episodi e Tutti all'arrembaggio, sempre di Cristina D'Avena e Giorgio Vanni, per gli ultimi otto.

## Lista episodi
| Nº | Titolo italiano Giapponese 「Kanji」 - Rōmaji - Traduzione letterale | In onda           | In onda          |
| Nº | Titolo italiano Giapponese 「Kanji」 - Rōmaji - Traduzione letterale | Giapponese        | Italiano         |
| 1  | Il ragazzo di gomma 「俺はルフィ！海賊王になる男だ！」 - Ore wa Rufi! Kaizoku ō ni naru otoko da! – "Mi chiamo Rufy! Sono colui che diventerà il Re dei pirati!" | 20 ottobre 1999   | 5 novembre 2001  |
| 1  | Una nave da crociera viene improvvisamente attaccata da un veliero pirata. A bordo si trova la ciurma di Albida, intenzionata a derubare tutti i viaggiatori. Alcuni uomini trovano una botte e ritengono che contenga vino; quando stanno per aprirla con un pugno, da essa esce Monkey D. Rufy. Questi si presenta e due pirati cercano di attaccarlo, ma Rufy spezza le loro spade spingendoli a fuggire. Rufy trova Kobi che gli spiega dove si trova e gli racconta la sua storia: negli ultimi due anni è stato costretto da Albida a lavorare, altrimenti sarebbe stato ucciso. Kobi, affascinato dalla forza di volontà di Rufy, decide di inseguire il proprio sogno ovvero arruolarsi in marina. In quel preciso istante Albida e la sua ciurma li raggiungono e li attaccano. Rufy porta in salvo Kobi e sconfigge i pirati utilizzando i poteri del suo frutto del diavolo. Quando solo Albida è rimasta in piedi, Kobi trova il coraggio di ribellarsi. Albida cerca di colpirlo con la sua mazza chiodata, ma Rufy intercetta l'attacco e la sconfigge con un solo pugno. Rufy e Kobi se ne vanno prima dell'arrivo di numerose navi della marina. Rufy chiede a Kobi informazioni su Roronoa Zoro; nel sentire che è uno spadaccino molto forte Rufy chiede di incontrarlo per proporgli di unirsi alla sua ciurma. |                   |                  |
| 2  | Il cacciatore di pirati 「大剣豪現る！海賊狩りロロノア・ゾロ」 - Daikengō arawaru! Kaizokugari Roronoa Zoro – "Appare il grande spadaccino! Roronoa Zoro, il cacciatore di pirati" | 17 novembre 1999  | 6 novembre 2001  |
| 2  | Rufy e Kobi raggiungono Sheltz Town, la città in cui si trova Zoro. I due si arrampicano sul muro che circonda la base e lo avvistano legato a un palo in mezzo al cortile. Mentre riflettono sul da farsi, Rica scavalca il muro e porta da mangiare a Zoro, ma viene sorpresa da Hermeppo che la insulta e la caccia. Rica torna in città con Rufy e Kobi e spiega loro che Zoro è stato arrestato per aver ucciso il lupo di Hermeppo. Per evitare che Morgan, che comanda la base, se la prendesse con degli innocenti, Zoro ha accettato di essere legato per un mese senza cibo. Poco dopo Hermeppo raggiunge il ristorante della madre di Rica e dichiara che il giorno seguente farà fucilare Zoro; Rufy allora lo colpisce con un pugno e decide che convincerà il prigioniero a unirsi alla sua ciurma. Così il ragazzo raggiunge Zoro e si offre di slegarlo a patto che entri nella ciurma, ma questi non accetta l'offerta. Rufy però ignora la risposta ed entra nella base per cercare la spada che Zoro usa per combattere. Nel frattempo Morgan mette pressione ai suoi sottoposti che stanno sollevando una statua che lo rappresenta. Rufy per errore la distrugge e poi prende con sé Hermeppo per farsi indicare dove si trova ciò che sta cercando, così Morgan ordina ai suoi uomini di inseguirlo. Kobi intanto raggiunge Zoro e inizia a slegarlo, mentre gli racconta che Hermeppo ha intenzione di giustiziarlo e che Rufy per quel motivo lo ha colpito. Morgan e alcuni dei suoi uomini, però, raggiungono il cortile e si preparano a uccidere i due. I marine aprono il fuoco, ma Rufy si scaglia verso di loro e blocca i proiettili grazie al suo corpo di gomma. |                   |                  |
| 3  | La liberazione di Zoro 「モーガンVSルフィ！謎の美少女は誰？」 - Mōgan tai Rufi! Nazo no bishōjo wa dare? – "Morgan vs. Rufy! Chi è quella bellezza misteriosa?" | 24 novembre 1999  | 7 novembre 2001  |
| 3  | Morgan comprende che Rufy ha ingerito un frutto del diavolo e, poiché i proiettili non funzionano, ordina che i suoi uomini lo attacchino con le spade. Zoro però riesce a liberarsi e i due sconfiggono tutti i marine; dopodiché Rufy assesta un colpo a Morgan che cade. Hermeppo allora prende in ostaggio Kobi, così Rufy si prepara a colpirlo, ma Morgan si rialza a sua volta e si prepara a contrattaccare con la sua ascia. L'attacco di Morgan viene fermato da Zoro che lo sconfigge, mentre Rufy manda al tappeto Hermeppo, liberando così Kobi. Incredibilmente i marine rimasti in piedi esultano per la sconfitta di Morgan che tutti temevano. I tre vanno poi a mangiare al ristorante dove Rufy spiega che è sua intenzione raggiungere la Rotta Maggiore. All'improvviso Rippah, che ora comanda la base al posto di Morgan, si presenta nel locale e chiede a Rufy e Zoro di andarsene dalla città. Quando chiede loro se Kobi faccia parte del gruppo, Rufy incomincia a raccontare il suo passato. Kobi, allora, lo colpisce con un pugno per impedirgli di rivelare la verità. Rippah comprende che i due non sono amici ed esaudisce la richiesta di Kobi di entrare in marina. Rufy e Zoro prendono poi il mare diretti verso nuove avventure. |                   |                  |
| 4  | Uno sguardo al passato 「ルフィの過去！赤髪のシャンクス登場」 - Rufi no kako! Akagami no Shankusu tōjō – "Il passato di Rufy! Ecco Shanks il rosso" | 8 dicembre 1999   | 8 novembre 2001  |
| 4  | Zoro e Rufy navigano sulla loro scialuppa, ma all'improvviso quest'ultimo rischia di perdere il suo cappello. Questo avvenimento riporta alla mente del ragazzo i ricordi di Shanks che glielo ha donato e della promessa che gli ha fatto. Quando Rufy viveva nel villaggio di Foosha conobbe Shanks. Gli chiese di essere reclutato più volte, ma ottenne solo rifiuti. Un giorno nel bar in cui si trovavano entrò il gruppo di banditi guidati da Higuma. Questi chiese dell'alcol, ma la ciurma di Shanks l'aveva bevuto tutto. Higuma offese Shanks e se ne andò senza che reagisse; Shanks, al contrario, rise di quanto accaduto insieme ai suoi uomini. Rufy si infuriò, criticandoli per non avere avuto il coraggio di reagire; inoltre mangiò il frutto Gom Gom di cui la ciurma si era impossessato durante un viaggio precedente. Alcuni giorni dopo Rufy incontrò nuovamente i banditi e pretese che si scusassero con i pirati, provocando l'ira di Higuma. Shanks e i suoi compagni si precipitarono a salvarlo e sconfissero tutti i sottoposti di Higuma. Questi, però, riuscì a fuggire portando Rufy con sé su una barca, convinto che non l'avrebbero mai cercato in mare. Higuma, dopo avere gettato Rufy in acqua, fu raggiunto e divorato in un istante dal signore della scogliera, un mostro marino che viveva in quelle acque. L'enorme animale cercò di mangiare anche Rufy, ma venne cacciato da Shanks che però perse un braccio. Pochi giorni dopo i pirati salparono e Rufy promise a Shanks che sarebbe salpato e avrebbe trovato dei compagni. Shanks, affascinato, gli donò il suo cappello di paglia con la promessa che glielo avrebbe restituito il giorno in cui si sarebbero incontrati di nuovo. Rufy e Zoro continuano la navigazione, ma un enorme uccello lo afferra portandolo via con sé. Zoro incomincia a remare vigorosamente per raggiungere Rufy. Nel frattempo Rufy raggiunge la città di Orange e precipita in una strada dove dei pirati stanno inseguendo Nami che ha rubato la mappa della Rotta Maggiore. |                   |                  |
| 5  | Un pagliaccio di capitano 「恐怖 謎の力！海賊道化バギー船長！」 - Kyōfu nazo no chikara! Kaizoku dōke Bagī senchō! – "Un potere sconosciuto e terrificante! Il capitano Bagy, il pirata clown!" | 15 dicembre 1999  | 9 novembre 2001  |
| 5  | Nami fugge, facendo in modo che Rufy sia incolpato del furto; i tre uomini attaccano Rufy, ma questi li sconfigge senza fatica. Nami, che ha assistito allo scontro, torna sui suoi passi e si presenta. I due entrano in una casa abbandonata e iniziano a mangiare. Altrove Bagy ordina ai suoi sottoposti di andare a recuperare la mappa della Rotta Maggiore che gli è stata rubata. Rufy propone a Nami di unirsi alla sua ciurma. Quest'ultima inizialmente rifiuta, ma dopo avere scoperto che gli uomini di Bagy la stanno ancora cercando, cambia idea ed elabora un piano. Convince Rufy a farsi legare e lo porta da Bagy, gli restituisce anche la mappa e gli chiede di potersi unire alla sua ciurma. Bagy rinchiude Rufy in una gabbia e accetta Nami nell'equipaggio, organizzando una festa al termine della quale decide di sparare una bomba potentissima che distrugge numerose case. Inoltre ordina a Nami di sparare un'altra bomba contro Rufy per testare la sua fedeltà. Nami si rifiuta di ucciderlo e per questo Bagy ordina ai suoi uomini di attaccarla. Prima che possano colpirla, interviene Zoro, appena giunto in città. Nel vedere Zoro, Bagy decide di ucciderlo per fare in modo che la sua fama aumenti ulteriormente, ma questi lo fa a pezzi con le sue spade. Bagy però non è stato sconfitto perché ha mangiato il frutto Puzzle Puzzle che lo ha reso in grado di ricomporre il proprio corpo, diventando immune alle lame. Bagy ferisce Zoro con un coltello, ma questi non si arrende e punta il cannone contro i pirati. Nami accende la miccia e il cannone fa fuoco. |                   |                  |
| 6  | Il domatore domato 「絶体絶命！猛獣使いモージＶＳルフィ！」 - Zettai zetsumei! Mōjūtsukai Mōji VS Rufi! – "Situazione disperata! Moji il domatore vs. Rufy!" | 29 dicembre 1999  | 12 novembre 2001 |
| 6  | Nella confusione seguita all'esplosione del cannone, Zoro fugge portando con sé la gabbia che contiene Rufy. I due pirati finiscono di fronte a un negozio di cibo per animali sorvegliato da un cane. Nami li raggiunge poco dopo e getta loro la chiave della gabbia, ma il cane la ingoia prima che Rufy possa usarla. Il gruppo viene raggiunto anche da Barboncino, sindaco della città che periodicamente torna per sfamare l'animale, nonostante il pericolo costituito dalla ciurma di Bagy. All'improvviso Moji si presenta di fronte al gruppo in groppa a un gigantesco leone. La bestia schiaccia la gabbia di Rufy distruggendola e scagliandolo a grande distanza. Poi attacca il negozio di animali; il cane tenta di fermarlo, ma non ci riesce e Moji brucia il locale. Mentre Moji e il leone tornano da Bagy vengono raggiunti da Rufy, intenzionato a vendicare il cane, che li manda al tappeto in un attimo. Bagy, informato di quanto accaduto, spara un'altra palla, spingendo così Barboncino ad attaccare i pirati anche se sa che non ha speranze. Rufy e Zoro lo seguono e si preparano a sconfiggere Bagy e i suoi uomini. |                   |                  |
| 7  | La sfida 「壮絶決闘！剣豪ゾロＶＳ曲芸のカバジ！」 - Sōzetsu kettō! Kengō Zoro VS kyokugei no Kabaji! – "Scontro epico! Zoro lo spadaccino vs. Kabaji l'acrobata!" | 29 dicembre 1999  | 13 novembre 2001 |
| 7  | Barboncino insiste nel volere combattere, così Rufy lo tramortisce affinché non si faccia ammazzare. Bagy spara una bomba verso Rufy che la rispedisce al mittente. Gli unici pirati a rimanere in piedi sono Bagy, Moji e Kabaji. Questi ha utilizzato il leone come scudo, facendo infuriare Moji che perciò lo attacca; Kabaji però lo colpisce e lo scaglia verso Rufy, che lo manda nuovamente al tappeto. Kabaji poi attacca Rufy, ma il suo affondo viene intercettato da Zoro e i due incominciano a combattere. Kabaji non si fa scrupoli a colpire ripetutamente la ferita di Zoro, ma questi si rialza e schiva gli attacchi successivi, anche se a fatica. Per questo decide di porre definitivamente fine al combattimento e sconfigge Kabaji senza pietà, per poi addormentarsi. I due capitani incominciano ad affrontarsi e Bagy sembra in vantaggio perché combatte con dei coltelli e perché separandosi può schivare gli attacchi di Rufy. A un certo punto Bagy colpisce il cappello di Rufy, facendolo infuriare. Per questo decide di colpirlo nuovamente e, nel sentire che è il cappello di Shanks, che Bagy disprezza, lo calpesta. Confessa, infatti, di conoscere Shanks e che non lo perdonerà mai per quello che gli ha fatto. |                   |                  |
| 8  | Una vecchia conoscenza 「勝者はどっち？悪魔の実の能力対決！」 - Shōsha wa docchi? Akuma no mi no nōryoku taiketsu! – "Chi sarà il vincitore? Scontro fra Frutti del diavolo!" | 29 dicembre 1999  | 14 novembre 2001 |
| 8  | Bagy ripensa alla sua gioventù trascorsa su una nave pirata in compagnia di Shanks. Un giorno, in seguito a un combattimento con un'altra ciurma, Bagy si impadronì della mappa di un tesoro. La ciurma, inoltre, si impossessò di un frutto del diavolo. Bagy riteneva stupido perdere la capacità di nuotare, ma in seguito scoprì che ciascuno di essi valeva più di 100.000.000 ed elaborò un piano. Il giorno successivo dichiarò al resto dell'equipaggio che avrebbe mangiato il frutto e di fronte a tutti finse di farlo; in realtà mangiò un normalissimo frutto e tenne quello vero, con l'intenzione di venderlo. Fu raggiunto per caso da Shanks e per celare l'inganno mangiò involontariamente il vero frutto, distruggendo i suoi sogni. Bagy sorprende Nami con il suo tesoro e la insegue con la parte superiore del suo corpo. Prima che possa farle del male però, Rufy lo colpisce nella parte inferiore e in seguito gli fa anche il solletico, per poi colpirlo con un calcio. Prima che Bagy possa ricomporsi, Nami immobilizza il suo torso, le braccia e le gambe, lasciando liberi solo la testa, le mani e i piedi. Rufy allora ne approfitta e scaglia ciò che resta di Bagy oltre l'orizzonte. Nami dona a Rufy metà del tesoro di Bagy e la mappa della Rotta Maggiore, inoltre acconsente di viaggiare con loro perché lo ritiene un buon modo per fare molti soldi. Mentre Zoro si risveglia gli abitanti di Orange tornano in città per scoprire che fine ha fatto Barboncino. Rufy ingenuamente ammette di averlo tramortito, così si ritrova costretto a fuggire assieme ai suoi amici dalla folla inferocita. Giunti al porto, i tre riprendono il mare. |                   |                  |
| 9  | Un simpatico bugiardo 「正義のうそつき？キャプテンウソップ」 - Seigi no usotsuki? Kyaputen Usoppu – "Un bugiardo al servizio della giustizia? Il capitano Usop" | 12 gennaio 2000   | 15 novembre 2001 |
| 9  | Nami convince i suoi compagni che per navigare nella Rotta Maggiore è necessario avere una vera e propria nave. Altrove Usop attraversa il suo villaggio allertando tutti quanti dell'arrivo di una ciurma di pirati, ma poi ammette di esserselo inventato. Gli abitanti incominciano a dargli la caccia, ma Usop fugge e rimane nascosto finché non viene raggiunto dai bambini che fanno parte della sua finta ciurma. Appena Rufy e i suoi sbarcano, Usop cerca di spaventarli facendogli credere di essere al comando di centinaia di uomini, ma Nami capisce che è solo una bugia. Rufy, incuriosito da Usop, gli rivela di conoscere suo padre Yasop, che fa parte della ciurma di Shanks; per questo i due fanno rapidamente amicizia. Usop raggiunge la villa in cima alla collina e vi entra di nascosto per fare visita a Kaya. Finito il pasto, i tre pirati si fanno accompagnare dagli amici di Usop fino alla villa di Kaya e vi entrano, convinti che questa possa regalargli una nave. Gli intrusi, però, vengono sorpresi da Kuro. Nel frattempo Jango raggiunge il villaggio. |                   |                  |
| 10 | La forza dell'ipnosi 「史上最強の変な奴！催眠術師ジャンゴ」 - Shijō saikyō no hen na yatsu! Saiminjutsushi Jango – "L'uomo più bizarro della storia! Jango l'ipnotizzatore" | 19 gennaio 2000   | 16 novembre 2001 |
| 10 | Kuro pretende che gli intrusi se ne vadano immediatamente e insulta Yasop, che ha abbandonato la famiglia per inseguire il suo patetico sogno. Kuro prosegue finché Usop, infuriato, lo colpisce con un pugno. Dopodiché se ne va, seguito dai suoi amici. Rimasti soli, Kaya contesta a Kuro il suo atteggiamento; Kuro allora le ricorda che tre anni prima i genitori di Kaya lo avevano salvato dalla morte accogliendolo e dandogli un lavoro. Per questo Kuro afferma di sentirsi in dovere di proteggere Kaya da qualsiasi possibile minaccia. Rufy raggiunge Usop alla scogliera e i due scorgono Kuro assieme a Jango che è da poco sbarcato sull'isola. I due uomini, credendo di essere soli, discutono del loro piano: uccidere Kaya e fare in modo che Kuro erediti le sue ricchezze. Gli ultimi tre anni infatti, sono stati solo una messinscena necessaria a rendere plausibile il testamento che Jango dovrà farle scrivere. Kuro, tre anni prima, quando era un pirata, ha finto la propria morte e per questo ha ideato un piano complicato. Rufy indignato urla contro i due uomini rivelando anche la presenza di Usop, così Jango cerca di ipnotizzarli. Rufy si addormenta e cade dalla scogliera, dando l'impressione di essere morto per la caduta; Usop invece rimane sveglio, ma Kuro non se ne preoccupa, perché sa che nessuno crederà alle sue parole. |                   |                  |
| 11 | Mai gridare "Al lupo" 「陰謀を魔ｯ！海賊執事キャプテンクロ」 - Inbō o abake! Kaizoku shitsuji Kyaputen Kuro – "Smaschera il complotto! Il maggiordomo pirata, capitan Kuro" | 26 gennaio 2000   | 19 novembre 2001 |
| 11 | Usop corre verso la città e non si ferma nemmeno per informare i suoi compagni. Giunto in città cerca di avvisare la popolazione della minaccia di cui è al corrente, ma non viene creduto. Nami, Zoro e i pirati di Usop raggiungono la spiaggia per cercare di capire cosa sia successo e trovano Rufy in fondo alla scogliera addormentato. Usop si reca a casa di Kaya e cerca di convincerla del fatto che Kuro vuole ucciderla, ma lei non gli crede. Alla scogliera, invece, Rufy convince gli altri del pericolo in avvicinamento. Per questo anche Carota, Cipolla e Peperone decidono di correre al villaggio per allertare la popolazione. Usop cerca di portare via Kaya contro la sua volontà, ma questa si ribella e Usop è costretto a fuggire. Ritrova i suoi amici e scopre che Rufy è ancora vivo. Nel sapere che anche i tre bambini vogliono allertare i loro concittadini Usop decide di mentire e sostiene di essersi inventato tutto per non metterli in pericolo. Rimasto con la ciurma di Rufy, Usop rivela di essere intenzionato a fermare gli invasori. Rufy e i suoi compagni decidono così di aiutarlo. |                   |                  |
| 12 | L'approdo sbagliato 「激突！クロネコ海賊団坂道の大攻防!」 - Gekitostu! Kuroneko kaizokudan sakamichi no daikōbō! – "Battaglia! I pirati della ciurma Kuroneko, scontro sul pendio!" | 2 febbraio 2000   | 20 novembre 2001 |
| 12 | Quando si è fatta sera, Kuro torna alla casa di Kaya. Merry lo accoglie con gentilezza, ma Kuro rivela la sua vera natura. Kuro estrae i suoi artigli da gatto e colpisce Merry, lasciandolo in fin di vita nel salone, dopodiché abbandona la villa. Il mattino seguente Usop disperde dell'olio sulla strada che risale dalla spiaggia per impedire ai pirati di Kuro di avanzare, ma gli invasori sembrano non arrivare. Usop comprende di aver sbagliato costa: ne esiste una identica al lato opposto dell'isola e i compagni di Kuro stanno iniziando l'invasione da lì. I quattro pirati partono di corsa per fermarli, ma Nami involontariamente fa cadere Zoro nella zona ricoperta d'olio. La ragazza non si ferma ad aiutare il compagno perché interessata maggiormente a preservare i suoi tesori dall'attacco dei nemici. Rufy invece si perde lungo il tragitto. Usop raggiunge per primo i nemici e ne abbatte molti con la sua fionda. Il ragazzo e Nami gettano chiodi per frenare l'avanzata dei nemici, ma alcuni di essi finiscono alle loro spalle impedendogli la fuga. All'improvviso vengono tutti rispediti indietro perché Rufy e Zoro sono finalmente arrivati. Kuro si infastidisce perché i suoi uomini non hanno ancora raggiunto la villa, così si dirige verso la spiaggia. Cipolla lo osserva di nascosto e decide di seguirlo. |                   |                  |
| 13 | Una terribile coppia 「恐怖の二人組！ニャーバン兄弟(ブラザーズ)VSゾロ」 - Kyōfu no niningumi! Nyaban Buradāsu vs Zoro – "Il temibile duo! I fratelli Nyaban vs. Zoro" | 9 febbraio 2000   | 21 novembre 2001 |
| 13 | Jango decide di ipnotizzare i propri compagni per renderli più forti in modo che possano tenere testa alla ciurma di Rufy; subito dopo ordina loro di partire alla carica. Anche Rufy però è rimasto ipnotizzato allo stesso modo e riesce a metterli in fuga. Rufy prosegue la sua corsa, raggiunge la Bezan Black e ne stacca la polena, prima di essere nuovamente ipnotizzato e crollare a terra addormentato. Ormai è mattina inoltrata e, quando Kaya si sveglia, trova Merry a terra. Questi con fatica le rivela che è stato Kuro a colpirlo e Usop aveva ragione quando, il giorno prima, aveva tentato di metterli in guardia. Kaya si convince che l'unico modo per fermare Kuro è donargli spontaneamente tutte le sue ricchezze, così esce di casa e si dirige alla spiaggia. Carota, Cipolla e Peperone la vedono e decidono di seguirla. Per proseguire il piano Jango fa uscire allo scoperto Buchi e Sham, i fratelli Nyaban, e gli ordina di attaccare Zoro. I due nel vederlo iniziano a tremare di paura, ma Jango insiste affinché Sham vada all'attacco. Sham corre verso Zoro senza destare sospetti, ma una volta raggiunto attacca con furia, gli ruba due spade e lo immobilizza. Buchi cerca di schiacciargli la testa, ma Zoro evita l'attacco e riesce a liberarsi; i tre pirati iniziano quindi a combattere. All'improvviso Kuro si presenta alla spiaggia infuriato perché il suo piano non sta procedendo come stabilito. |                   |                  |
| 14 | Il risveglio del ragazzo di gomma 「ルフィ復活！カヤお嬢様の決死の抵抗」 - Rufi Fukkatsu! Kaya-ojōsama no kesshi no teikō – "Il risveglio di Rufy! La disperata resistenza di Kaya" | 16 febbraio 2000  | 22 novembre 2001 |
| 14 | Kuro si irrita nel vedere che i suoi vecchi compagni sono stati fermati da un gruppo di ragazzi. Nel sentirsi definire incapaci, Buchi e Sham criticano l'inattività di Kuro negli ultimi tre anni e lo attaccano, ma vengono surclassati. Kuro decide di concedere a tutti i suoi sottoposti altri cinque minuti per sconfiggere gli avversari altrimenti allo scadere del tempo li ucciderà tutti. I fratelli Nyaban partono subito alla carica per uccidere Zoro, ma Nami riesce a lanciargli le sue spade; in questo modo Zoro può utilizzare la tecnica a tre spade e li sconfigge in un istante. Buchi però non sviene e implora Jango di ipnotizzarlo affinché possa combattere ancora. Nami approfitta della confusione per raggiungere Rufy e svegliarlo. Jango decide di affrontarlo, lasciando a Buchi il compito di sconfiggere Zoro. Il tempo messo a disposizione da Kuro però è terminato e questi si prepara a entrare in azione. All'improvviso Kaya raggiunge la spiaggia intenzionata a lasciare tutte le sue ricchezze a Kuro purché lasci l'isola senza fare del male a nessuno. Kuro però rifiuta l'offerta perché oltre ai soldi desidera la tranquillità e per averla deve uccidere coloro che conoscono la sua vera identità. Kuro si prepara a uccidere Usop, ma Rufy interviene e lo colpisce al volto. |                   |                  |
| 15 | Una mente diabolica 「クロを倒せ！男ウソップ涙の決意！」 - Kuro o taose! Otoko Usoppu namida no ketsui! – "Sconfiggi Kuro! Usop, l'uomo dalla straziante determinazione!" | 23 febbraio 2000  | 23 novembre 2001 |
| 15 | Kuro si rialza dopo avere ricevuto un pugno da Rufy. Comprendendo che questi ha mangiato un frutto del diavolo, decide di occuparsene personalmente, lasciando a Jango il compito di costringere Kaya a fare testamento in suo favore e poi ucciderla. Zoro decide di fermare Jango, ma deve affrontare Buchi. Usop, privo di forze, ordina ai componenti della sua ciurma di fuggire portando con loro Kaya in modo da proteggerla. I quattro se ne vanno di corsa inseguiti da Jango; Usop vorrebbe rialzarsi, ma non ci riesce. Zoro sconfigge in poco tempo Buchi e si carica sulle spalle Usop, per poi rincorrere Jango. Kuro e Rufy cominciano a combattere e, nonostante la sua forza, Rufy è in difficoltà per via della velocità sovrumana di Kuro. Nel frattempo Kuro ripensa ai motivi per cui ha organizzato un piano così complesso: vivere il resto della sua vita in ricchezza e tranquillità. Per questo un giorno di tre anni prima assaltò una nave della marina e uccise tutti gli uomini presenti a bordo tranne Morgan. In seguito lo fece ipnotizzare affinché credesse di averlo catturato, ma al suo posto mise Nugire, che gli assomigliava, facendolo ipnotizzare affinché credesse di essere Kuro. Rufy, disgustato dalla filosofia di vita dimostrata da Kuro, spezza le lame di uno dei suoi guanti con un masso e si prepara a sconfiggerlo. |                   |                  |
| 16 | La ciurma dei coraggiosi 「カヤを守れ！ウソップ海賊団大活躍！」 - Kaya o mamore! Usoppu kaizoku-dan daikatsuyaku! – "Proteggete Kaya! Il grande impegno della ciurma di Usop!" | 1º marzo 2000     | 26 novembre 2001 |
| 16 | Kaya, Cipolla, Carota e Peperone continuano la loro fuga nella foresta, inseguiti da Jango, che a sua volta è inseguito da Zoro e Usop. Kaya decide di non fare correre rischi ai suoi amici e li prega di andarsene; i tre bambini pensano a Usop che sta combattendo coraggiosamente e decidono di non fuggire. Alla spiaggia Kuro rivela di avere intenzione di uccidere tutti i membri della sua ciurma in quanto testimoni del fatto che è ancora vivo. Rufy lo critica per la sua opinione, ma Kuro afferma che devono essere disposti a morire. Poi riparte all'attacco muovendosi a una velocità sovrumana: i pirati di Kuro iniziano a cadere con gravi ferite. Anche Rufy viene colpito; riesce ad afferrare Kuro mentre si allontana e a fermarlo, ma Kuro riparte immediatamente. Nella foresta Carota, Peperone e Cipolla feriscono Jango con alcune trappole, ma nel momento in cui devono sconfiggerlo definitivamente, vengono brutalmente picchiati. Kaya allora si presenta di fronte a Jango e accetta di scrivere il testamento in favore di Kuro a patto che risparmi la vita ai bambini. Quando il testamento è firmato, Jango si prepara a uccidere Kaya. Zoro li avvista e corre verso di loro, ma sembra essere troppo lontano. |                   |                  |
| 17 | Atto finale 「怒り爆発！クロVSルフィ決着の行方」 - Ikari bakuhatsu! Kuro vs Rufi kecchaku no yukue! – "Esplosione di rabbia! Kuro vs. Rufy, la conclusione!" | 8 marzo 2000      | 26 novembre 2001 |
| 17 | Kuro continua a muoversi a velocità sovrumana finché Rufy non riesce ad afferrarlo e a immobilizzarlo avvolgendolo con il suo corpo. Poi sferra a Kuro una testata che gli fa perdere i sensi. Nella foresta Jango sta per uccidere Kaya, ma Zoro taglia un ramo per permettere a Usop di usare la sua fionda per colpire Jango e sconfiggerlo. Usop chiede ai suoi amici di mantenere il segreto su quanto successo, per non spaventare i loro concittadini. Poi gli rivela di avere deciso di prendere il mare. Kaya offre in dono ai pirati che l'hanno salvata una nave, la Going Merry. Contemporaneamente Usop li raggiunge e augura loro buona fortuna, ma i tre replicano che ormai sono compagni e Usop accetta l'invito a fare parte della ciurma. |                   |                  |
| 18 | L'uomo nel forziere 「あんたが珍獣！ガイモンと奇妙な仲間」 - Anata ga sanjū! Gaimon to kimyō na nakama – "Sei tu la bestia rara! Gaimon e i suoi strani amici" | 15 marzo 2000     | 27 novembre 2001 |
| 18 | Nami conduce la ciurma su un'isola su cui si dice che si trovi un grande tesoro, ma anche un grande pericolo. Una volta sbarcati i pirati si inoltrano nella foresta e vengono circondati da alcuni strani animali. All'improvviso una voce gli ordina di andarsene immediatamente altrimenti saranno trasformati anch'essi in animali. La ciurma però scopre che si tratta di Gaimon, un ex pirata, nascosto all'interno di un forziere. Gaimon rivela di essere finito in quel baule 20 anni prima e non essere più riuscito a uscirne. Ormai inoltre il suo corpo si è adattato a quella forma e uscire lo ucciderebbe. In passato sbarcò su quell'isola con i suoi compagni pirati per trovare il tesoro di cui si parlava, ma senza successo. Mentre i suoi compagni si prepararono ad andarsene Gaimon scalò un'altura e ci trovò molti forzieri, ma cadde e finì all'interno di uno scrigno vuoto abbandonato alla sua base. I suoi compagni, nel frattempo avevano preso il largo e Gaimon non riuscì a risalire l'altura e aprire i bauli. Per questo, per gli anni successivi, scoraggiò qualsiasi altra ciurma sbarcasse sull'isola, per proteggere il suo tesoro. Per fargli un favore Rufy si offre di raggiungere le casse e portargli il tesoro, ma poi cambia idea. Gaimon comprende la verità: esse sono vuote e non c'è nessun tesoro. Rufy gli propone di unirsi alla sua ciurma e andare alla ricerca dello One Piece, ma Gaimon declina l'offerta. Preferisce infatti, restare sull'isola e proteggere gli animali che la abitano e che dopo tanti anni sono diventati preziosi come un tesoro. Gaimon saluta i pirati mentre si allontanano a bordo della Going Merry. |                   |                  |
| 19 | Un salto nel passato 「三刀流の過去！ゾロとくいなの誓い！」 - Santōryū no kako! Zoro to Kuina no chikai! – "Il passato dello stile a tre spade! La promessa di Zoro e Kuina!" | 22 marzo 2000     | 28 novembre 2001 |
| 19 | Mentre Usop e Rufy provano a sparare con il cannone della Going Merry, Zoro ripensa alla sua gioventù. Un giorno venne accettato nel dojo di Koshiro, che insegnava l'arte della spada. Grazie ai suoi continui e durissimi allenamenti imparò a sconfiggere tutti gli adulti, ma non riusciva mai a battere Kuina, figlia di Koshiro. Pochi giorni dopo Zoro scoprì che Kuina era morta cadendo dalle scale. Dopo il funerale Zoro chiese e ottenne per sé la spada di Kuina, deciso a mantenere la sua promessa di diventare il miglior spadaccino del mondo. Dopo essere tornati sottocoperta i pirati sentono che Johnny è salito a bordo e che li accusa di avere ridotto in fin di vita Yosaku. Rufy lo sconfigge in fretta, mentre Zoro lo riconosce. |                   |                  |
| 20 | Il ristorante sul mare 「名物コック！海上レストランのサンジ」 - Meibutsu kokku! Kaijō resutoran no Sanji – "Un cuoco rinomato! Sanji del ristorante sul mare" | 12 aprile 2000    | 29 novembre 2001 |
| 20 | Johnny dimostra di conoscere Zoro. Johnny gli mostra Yosaku, che da due giorni è malato. Nami comprende che Yosaku soffre di scorbuto e gli fa bere del succo di limone. Nami sottolinea l'importanza di nutrirsi correttamente. Johnny gli suggerisce di recarsi presso il Baratie, un ristorante che si trova su una nave per cercare un cuoco. Durante l'avvicinamento, la ciurma si imbatte in una nave della marina. Fullbody ordina di sparare una cannonata contro i pirati, ma Rufy la spedisce contro il ristorante, danneggiandolo. Rufy viene portato di fronte a Zef, che pretende che Rufy lavori per un anno intero per ripagare i danni. Rufy però non vuole perdere così tanto tempo, così Zef lo colpisce con violenza. Nel frattempo Fullbody pranza nel ristorante ed è ammirato da tutti i presenti, ma Sanji che lo serve lo tratta con sufficienza e mette in mostra l'ignoranza in fatto di vini di Fullbody. Questi decide di vendicare l'umiliazione subita mettendo un insetto nella propria zuppa e accusando di negligenza la cucina del ristorante, ma Sanji riesce ancora a farlo deridere. Fullbody, infuriato, fa a pezzi il tavolo rovesciando la zuppa: Sanji, seccato per lo spreco di cibo, diventa violento e lo sconfigge. |                   |                  |
| 21 | Ospiti sgraditi 「招かれざる客！サンジの飯とギン恩」 - Manekarezaru kyaku! Sanji no meshi to Gin no on – "Un cliente indesiderato! Il cibo di Sanji e il debito di Gin" | 12 aprile 2000    | 30 novembre 2001 |
| 21 | Sanji ha sconfitto Fullbody e vuole colpirlo ulteriormente per impedirgli di riferire l'accaduto ai suoi superiori. Al suo arrivo Zef colpisce entrambi, rimproverando Sanji e cacciando Fullbody. All'improvviso Fullbody viene informato che Gin, un pirata, è fuggito dalla prigione della sua nave. Subito dopo proprio Gin gli spara e si accomoda a un tavolo, chiedendo del cibo perché sono tre giorni che non mangia. Tuttavia non possiede soldi per pagare, così Paty lo colpisce con forza e lo porta fuori. Sanji però lo raggiunge e gli offre un piatto di riso. Rufy assiste alla scena e decide di chiedere a Sanji di entrare nella sua ciurma, ma questi rifiuta. Dopo essersi sfamato Gin si presenta e sconsiglia a Rufy di avventurarsi nella Rotta Maggiore, ma senza successo. Dopodiché si allontana salutando i due. Giunto sull'isola su cui si trova Creek si offre di accompagnarlo al Baratie. |                   |                  |
| 22 | Fame di conquista 「最強の海賊艦隊！提督ドン・クリーク」 - Saikyō no kaizoku kantai! Teitoku Don Kurīku – "La più forte delle flotte pirata! Don Creek, l'ammiraglio" | 26 aprile 2000    | 3 dicembre 2001  |
| 22 | Dopo alcuni giorni i compagni di Rufy sono stanchi del fatto che debba trascorrere un anno sul Baratie per ripagare il suo debito. All'improvviso la Dreadnought Sabre raggiunge il ristorante sul mare, creando il panico tra i presenti. Creek entra accompagnato da Gin e chiede da mangiare, ma i cuochi si rifiutano di sfamarlo per il timore che una volta ripresosi possa mostrare ingratitudine e attaccare il Baratie. Creek allora si mette a implorare, promettendo che dopo avere mangiato se ne andrà immediatamente senza attaccare nessuno. Sanji, come già fatto con Gin, gli offre un po' di cibo. Paty e Carne criticano la sua scelta spiegando che Creek è abituato a compiere qualsiasi slealtà pur di vincere. Non appena ha finito di mangiare infatti, Creek colpisce Sanji e anche Gin, che ha osato criticare il suo comportamento. Creek decide di sequestrare il ristorante e pretende cibo e acqua per i suoi cento sottoposti; nonostante tutto Sanji decide di preparare da mangiare per gli uomini che rischiano di morire di fame. Secondo Sanji infatti il suo dovere di cuoco lo obbliga a sfamare. Paty però lo ferma, estrae un cannone e spara a Creek, che sopravvive e apre il fuoco sui cuochi. Zef consegna a Creek il cibo che ha richiesto. |                   |                  |
| 23 | Il diario di bordo 「守れバラティエ！大海賊・赫足のゼフ」 - Mamore Baratie! Dai kaizoku, aka ashi no Zefu – "In difesa del Baratie! Zef piedi rossi, il grande pirata" | 3 maggio 2000     | 4 dicembre 2001  |
| 23 | Creek riconosce Zef e ammette di averne sentito parlare, che è stato nella Rotta Maggiore ed è sopravvissuto. Creek è sicuro che Zef abbia conservato il diario di bordo di quell'esperienza, perciò pretende che gli venga consegnato. Secondo Creek, infatti, la sua flotta di 5.000 uomini è stata spazzata via in una sola settimana per colpa della mancanza di informazioni. La sua priorità è però sfamare il suo equipaggio, perciò si allontana con il cibo che Zef gli ha donato assicurando che molto presto farà ritorno. Gin rimane sul Baratie e racconta ai presenti quello che è successo durante il settimo giorno di navigazione. Mihawk, sbucato dal nulla, in pochi minuti distrusse le 50 navi di Creek. Solo la nave principale riuscì a sfuggirgli grazie a una tempesta che si scatenò all'improvviso. Zoro rivela che sta cercando Mihawk, migliore spadaccino del mondo. La ciurma di Creek finisce di recuperare le energie e parte all'attacco del ristorante. Nel frattempo Mihawk su una piccola barca si avvicina e distrugge la loro nave: li ha inseguiti per terminare la sua opera di distruzione. Rufy, Zoro e Usop corrono all'esterno per assicurarsi che la loro nave sia ancora intera e scoprono da Johnny e Yosaku che Nami è fuggita pochi minuti prima con la Going Merry. |                   |                  |
| 24 | L'uomo dagli occhi di falco 「鷹の目のミホーク！剣豪ゾロ海に散る」 - Taka no me no Mihōku! Kengō Zoro umi ni chiru – "Mihawk Occhi di Falco! Il grande spadaccino Zoro cade in mare" | 10 maggio 2000    | 5 dicembre 2001  |
| 24 | Johnny e Yosaku raccontano che Nami li ha gettati in acqua e si è allontanata sostenendo che in fondo deruba i pirati. Rufy ordina ai due cacciatori di taglie, a Usop e a Zoro di inseguirla per farla tornare indietro, ma Zoro decide di affrontare Mihawk. Zoro utilizza la tecnica a tre spade, mentre Mihawk decide di utilizzare solo un pugnale; nonostante questo tutti gli attacchi di Zoro vengono respinti. Al suo ultimo affondo inoltre Zoro viene colpito dalla lama di Mihawk, ma si rifiuta di indietreggiare. Mihawk rimane impressionato dallo spirito di Zoro, prima di sfoderare la sua yoru come gesto di cortesia. Al termine del duello Mihawk rimane illeso mentre due spade di Zoro si spezzano. Zoro accetta la sconfitta e si lascia infliggere da Mihawk il colpo di grazia, a seguito del quale cade in acqua. Johnny e Yosaku lo salvano e quando riemergono Mihawk esorta Zoro ad allenarsi per diventare più forte in modo che in futuro i due possano affrontarsi di nuovo. Creek decide di vendicarsi di Mihawk, ma questi se ne va senza dargli importanza. Usop, Zoro, Johnny e Yosaku partono all'inseguimento di Nami, mentre Creek torna al suo piano originario di impadronirsi del Baratie. Rufy propone un patto a Zef: se sconfiggerà Creek il suo debito sarà estinto. Zef accetta la proposta. |                   |                  |
| 25 | Fuoco e fiamme 「必殺足技炸裂！サンジVS鉄壁のパール」 - Hissatsu ashiwaza sakurestu! Sanji VS teppeki no Pāru – "L'esplosivo stile a base di calci mortali! Sanji vs. Pearl l'invincibile" | 17 maggio 2000    | 6 dicembre 2001  |
| 25 | Creek spiega ai suoi uomini che utilizzando il Baratie come nave e con il diario di Zef come guida il ritorno nella Rotta Maggiore sarà molto più semplice. Paty e Carne attaccano Creek con la Sabagashira 1, una nave munita di cannoni che si stacca dal Baratie. Creek però resiste alle cannonate e solleva l'imbarcazione scagliandola contro il ristorante, ma Sanji con un calcio la allontana prima che faccia troppi danni. Comincia lo scontro tra i pirati invasori e i cuochi. Questi ultimi hanno la meglio finché Pearl non raggiunge il luogo dei combattimenti e stordisce Paty e Carne, dichiarandosi invincibile e invulnerabile. Rufy, però, a seguito di un attacco di Creek, gli cade addosso e lo fa sanguinare, così Pearl incendia le proprie armature e le usa per dare fuoco alla piattaforma su cui si sta svolgendo il combattimento. Dopo avere subito alcuni attacchi di Sanji e avere tentato di bruciare anche il ristorante, Pearl perde i sensi quando un albero maestro gli cade in testa. A questo punto Gin prende in ostaggio Zef. Creek gli ordina di ucciderlo immediatamente in modo che gli altri cuochi si arrendano. |                   |                  |
| 26 | Un debito di gratitudine 「ゼフとサンジの夢・幻のオールブルー」 - Zefu to Sanji no yume: maboroshi no Ōru Burū – "Il sogno di Zef e Sanji: il leggendario All Blue" | 24 maggio 2000    | 7 dicembre 2001  |
| 26 | Nonostante Gin tenga in ostaggio Zef, Sanji si rifiuta di abbandonare il Baratie. Pearl allora lo attacca e Sanji si lascia colpire perché altrimenti Gin ucciderebbe Zef. Mentre viene ferito ripensa al loro primo incontro. Sanji lavorava su una nave e sognava di trovare l'All Blue, il luogo in cui nuotano i pesci che abitano in tutti e quattro i mari. Un giorno la nave in cui si trovava venne attaccata dai cuochi pirati, una ciurma capitanata da Zef. Sanji provò ad attaccare, ma venne colpito con violenza da Zef. Mentre i pirati se ne stavano andando, un'onda anomala colpì le due navi; Sanji cadde in acqua e Zef si tuffò per salvarlo. Mentre si trovava sott'acqua, Zef finì con una gamba intrappolata in alcuni relitti e dovette staccarsela, dopodiché raggiunse Sanji che stava affondando e lo salvò. Al suo risveglio Sanji si ritrovò su un isolotto privo di animali e vegetazione assieme a Zef. Zef gli spiegò che la loro unica possibilità di salvarsi era quella di restare di vedetta su due lati opposti dell'isola con la speranza che una nave li vedesse e li recuperasse. Dopo più di un mese Sanji, vicino alla morte per inedia, perse le speranze e decide di attaccare Zef per rubare la sua parte di cibo, ma scoprì che Zef non aveva tenuto cibo, ma solo oro. Sanji comprese la verità e gli chiese perché lo avesse salvato rimettendoci una gamba e perché gli avesse lasciato tutto il cibo. Zef gli rispose che i due condividevano lo stesso sogno: trovare l'All Blue. Poi Zef espresse un desiderio: se si fosse salvato avrebbe aperto un ristorante in mezzo al mare. Poco dopo i due vennero salvati da una nave di passaggio. Rufy, affascinato dalla forza di volontà di Sanji, parte all'attacco. |                   |                  |
| 27 | Il dilemma 「冷徹非常の鬼人・海賊艦隊総隊長ギン」 - Reitetsu hijō no kijin: kaizoku kantai sō taichō Gin – "Il demone dal sangue freddo e dal cuore di ghiaccio: Gin, comandante generale dell'armata pirata" | 31 maggio 2000    | 10 dicembre 2001 |
| 27 | Rufy e Sanji litigano perché hanno idee diverse riguardo al sacrificare la propria vita. Pearl ne approfitta per attaccarli, ma Gin intercetta Pearl e distrugge la sua armatura. Gin desidera di finire personalmente Sanji, come ricompensa per averlo sfamato. Creek, invece, decide di affrontare Rufy per punirlo della sua arroganza. Gin riesce a immobilizzare Sanji e quasi lo uccide, ma Sanji si libera e nei minuti successivi i due si colpiscono duramente a vicenda. Alla fine è Gin a prevalere, ma non ha il coraggio di uccidere Sanji per via del suo debito di riconoscenza. Per questo chiede a Creek di rinunciare alla conquista del Baratie, ma Creek si infuria e decide di uccidere Gin con il gas mh5. Gin getta in mare la sua maschera antigas, ritenendosi indegno di continuare a vivere. Dopo che il proiettile contenente il gas è stato sparato, Rufy ruba due maschere e le getta a Gin e Sanji, ma poi non ne trova nessuna per mettersela. |                   |                  |
| 28 | La forza della determinazione 「死なねェよ！激闘ルフィVSクリーク！」 - Shinaneeyo! Gekitō Rufi VS Kurīku! – "Io non morirò! Scontro furioso, Rufy vs. Creek!" | 7 giugno 2000     | 11 dicembre 2001 |
| 28 | All'improvviso Gin getta una maschera antigas a Rufy, che la indossa e così si salva. Quando l'mh5 si disperde, Rufy scopre che è stato Gin a lanciargli la maschera e che ora versa in gravi condizioni. Disgustato da come Creek abbia trattato Gin, Rufy parte alla carica. Creek lo attacca di nuovo e lo ferisce, ma Rufy non si ferma e con un pugno lo manda al tappeto. Creek però si rialza e decide di ricorrere alla sua arma finale: una lancia che provoca esplosioni all'impatto. Riesce a colpire Rufy alcune volte, ma Rufy continua a combattere e dopo qualche minuto la punta della lancia si spezza. |                   |                  |
| 29 | La fine delle ostilità 「死闘の決着！腹にくくった一本の槍！」 - Shitō no kecchaku! Hara ni kukutta ippon no yari! – "La fine dello scontro mortale! Una lancia di pura determinazione!" | 21 giugno 2000    | 12 dicembre 2001 |
| 29 | Rufy si prepara a sconfiggere Creek, ma i suoi attacchi non sembrano avere effetto, mentre quelli di Creek vanno a segno. Con un ultimo attacco Rufy distrugge l'armatura di Creek che lo proteggeva dai colpi, ma Creek gli scaglia contro numerose bombe che distruggono quello che restava del campo di battaglia. Rufy si salva e colpisce nuovamente Creek. Creek si schianta contro il Baratie, ma Rufy precipita in acqua e rischia di annegare. Sanji si tuffa in suo soccorso e lo salva appena in tempo. All'improvviso Creek si rialza affermando di essere invincibile, ma Gin lo colpisce con un pugno e gli fa perdere definitivamente i sensi. Poi ringrazia Sanji e prende il largo assieme ai suoi uomini su una scialuppa. Altrove, a bordo della Going Merry, Nami esprime il suo dispiacere nell'avere lasciato la ciurma. |                   |                  |
| 30 | È ora di levare l'ancora 「旅立ち！海のコックはルフィとともに」 - Tabidachi! Umi no kokku wa Rufi to tomo ni – "Partenza! Il cuoco marinaio salpa con Rufy" | 28 giugno 2000    | 13 dicembre 2001 |
| 30 | Rufy si risveglia e insiste nel volere che Sanji si unisca alla sua ciurma, ma Sanji rifiuta l'offerta. All'ora di pranzo tutti i cuochi si comportano male con Sanji, rifiutandosi di farlo sedere con loro e disprezzando la sua cucina. Anche Zef critica la zuppa di Sanji, facendolo infuriare e spingendolo a uscire. In realtà tutti i cuochi gli hanno mentito, perché sperano che trattandolo male e insultandolo lo convinceranno a salpare con Rufy. Sanji ascolta la conversazione tra Rufy e Zef e comincia a riflettere sul suo desiderio di raggiungere la Rotta Maggiore. All'improvviso uno squalo panda con in bocca Yosaku si schianta contro il Baratie. Yosaku rivela a Rufy di avere scoperto dove si è diretta Nami, così i due si preparano a raggiungerla. Sanji accetta di salpare con Rufy e ringrazia Zef e tutti gli altri per il periodo trascorso assieme. Dopodiché i tre prendono il largo a bordo della Shima Shima Shopping. Altrove Nami, a bordo della Going Merry, si avvicina a un edificio sormontato da una bandiera pirata. |                   |                  |
| 31 | Sulle tracce di Nami 「東の海最悪の男！魚人海賊アーロン」 - Higashi no umi saiaku no otoko! Gyojin kaizoku Āron – "Il pirata più spregevole del Mare Orientale! Arlong l'uomo-pesce" | 12 luglio 2000    | 14 dicembre 2001 |
| 31 | Durante la navigazione Yosaku spiega a Sanji e Rufy che la meta di Nami è Arlong park. Afferma che Arlong in passato ha combattuto a fianco di Jinbei, della flotta dei sette, un'organizzazione di cui fa parte anche Mihawk. Per questo la sua potenza è superiore anche a quella di Creek. Johnny, Zoro e Usop raggiungono Arlong park e, mentre Zoro decide di partire subito all'attacco, gli altri due lo tramortiscono, lo legano e adottano una strategia più cauta. Alcuni sottoposti di Arlong notano la loro imbarcazione, così Usop e Johnny la abbandonano lasciando solo Zoro. Usop e Johnny raggiungono il villaggio di Gosa, ma scoprono che è stato raso al suolo. Poco dopo anche Usop viene scoperto dagli uomini pesce e fugge. Zoro viene condotto di fronte ad Arlong e scopre che Nami fa parte della sua ciurma. |                   |                  |
| 32 | Ritorno alle origini 「ココヤシ村の魔女！アーロンの女幹部」 - Cocoyashi mura no majo! Āron no onna kanbu – "La strega del villaggio di Cocoyashi! L'ufficiale di Arlong" | 19 luglio 2000    | 17 dicembre 2001 |
| 32 | Durante la navigazione il gruppo di Rufy si imbatte in Momu, così Rufy e Sanji lo colpiscono ripetutamente. Usop si risveglia a casa di Nojiko, che lo ha colpito, che nel frattempo convince Chabo a rinunciare alla vendetta, che in realtà lo porterebbe solo a morire. Poi Nojiko rivela a Usop che Nami fa parte della ciurma di Arlong. Zoro, legato ad Arlong Park, si getta in acqua volontariamente e Nami lo salva, così Zoro comprende che la sua spietatezza è solo una facciata. Non appena rimangono da soli, infatti, Nami lo libera e gli ordina di andarsene prima del ritorno di Arlong. Arlong infatti si è diretto al villaggio di Coco per punire Genzo, colpevole di possedere un'arma, cosa che Arlong non consente. Prima che Arlong possa ucciderlo Usop interviene e lo colpisce con uno dei suoi proiettili. Arlong vuole dargli la caccia, ma alcuni dei suoi sottoposti frenano la sua ira, mentre altri partono all'inseguimento. Ad Arlong park Zoro ha rinunciato alla fuga e ha sconfitto gli uomini pesce che ha incontrato. Il gruppo di Rufy invece ha iniziato a farsi trainare da Momu e avvista Arlong park. |                   |                  |
| 33 | La maschera 「ウソップ死す?!ルフィ上陸はまだ？」 - Usoppu shisu?! Rufi jōriku wa mada? – "Usop muore?! Rufy non è ancora approdato?" | 19 luglio 2000    | 18 dicembre 2001 |
| 33 | Rufy, Sanji e Yosaku si dirigono a tutta velocità verso l'arcipelago konomi, trainati da Momu. Nel frattempo Usop fugge inseguito dagli uomini pesce e riesce a seminarli, ma finisce per imbattersi in Pciù. Zoro, invece, dopo avere sconfitto molti sottoposti di Arlong, fa la conoscenza di Hacchan e, venuto a sapere che Usop è in pericolo, si dirige verso il villaggio di coco. Arlong torna e Pciù gli porta Usop. Kuroobi avanza il sospetto che Nami abbia chiesto a Zoro di raggiungere l'arcipelago per sconfiggere Arlong e che lo abbia aiutato a liberarsi. Nami lo sente, nega le accuse e Arlong le crede. Usop tenta di attaccare gli uomini pesce, ma Nami se ne accorge e gli impedisce di agire. Poi lo attacca e lo pugnala a morte. Nel frattempo il gruppo di Rufy raggiunge la terraferma e si ricongiunge con Zoro. Anche Johnny li raggiunge e li informa che Usop è morto. |                   |                  |
| 34 | La verità 「全員集結！ウソップが語るナミの真実」 - Zenin shūketsu! Usoppu ga kataru Nami no shinjitsu – "Riunione generale! Usop racconta la verità su Nami" | 26 luglio 2000    | 19 dicembre 2001 |
| 34 | Johnny racconta agli altri di avere visto Nami uccidere Usop, ma Rufy non gli crede finché Nami si presenta di fronte a loro. Sostiene di non essere del gruppo consigliandogli di andarsene poiché Arlong ha deciso di ucciderli e inoltre conferma che Usop è morto. Altrove nei pressi dell'arcipelago una nave della marina si prepara a porre fine alla tirannia di Arlong. Nezumi ordina di fare immediatamente fuoco su Arlong park, ma la palla di cannone viene fermata e distrutta da Arlong con i suoi denti. Tre dei suoi sottoposti partono al contrattacco e distruggono la nave senza difficoltà. Tornati alla base i tre elogiano la capacità di Nami e parlano del patto stipulato anni prima riguardo alla possibilità di riscattare il villaggio dietro il compenso di 100.000.000 berry. Johnny e Yosaku decidono di andarsene in fretta per sfuggire alla furia di Arlong, mentre Zoro e Sanji vengono raggiunti all'improvviso da Usop. A casa sua, invece, Nami inizia a parlare con Nojiko e confessa di essersi affezionata alla ciurma di Rufy. Usop inizia a raccontare di come Nami abbia solamente fatto finta di pugnalarlo e in quel momento Nojiko li raggiunge per spiegargli le motivazioni alla base delle azioni di Nami. Rufy però decide di andarsene a fare una passeggiata perché il passato di Nami non gli interessa. |                   |                  |
| 35 | Segreti del passato 「秘められた過去！女戦士ベルメール！」 - Himerareta haho! Onna senshi Berumeru! – "Un passato nascosto! Bellmer, la guerriera!" | 2 agosto 2000     | 20 dicembre 2001 |
| 35 | Nojiko racconta ai pirati il passato di Nami. Quando erano bambine Nami e Nojiko vivevano con Bellmer. Le tre erano povere, al punto che Nami spesso rubava varie cose al villaggio, come ad esempio libri di navigazione. Infatti possedeva un grande talento nel disegnare le mappe e il suo sogno era quello di prendere il mare e poter disegnare una mappa di tutti i luoghi che aveva visitato. Bellmer a un certo punto iniziò a mangiare le arance per risparmiare sui soldi del cibo e a riutilizzare i vecchi vestiti di Nojiko per Nami. Nami si lamentò della cosa sostenendo che in fondo le tre non erano nemmeno legate da vincoli di sangue e questo fece infuriare Bellmer, che la colpì. Nami fuggì di casa in lacrime e corse da Genzo, che le raccontò il passato di Bellmer. Bellmer si era arruolata in marina. Un giorno era quasi morta in una battaglia con una ciurma di pirati. Mentre era priva di forze tra le macerie di un villaggio distrutto aveva visto Nojiko che aveva due anni che portava in braccio Nami. Aveva raggiunto le due e insieme a loro era tornata al villaggio di Coco. Terminato il racconto Nojiko raggiunse Nami e la convinse a tornare a casa. Proprio in quel momento la Shark Superb approdò sull'isola e il panico si diffuse nel villaggio. Arlong si impossessò della stessa e impose una tassa sulla vita. I suoi uomini si fecero consegnare molti soldi e subito prima di andarsene si accorsero della casa di Bellmer, distante dal villaggio. Per questo si diressero verso l'abitazione. |                   |                  |
| 36 | Un legame molto stretto 「生き抜け！母ベルメールとナミの絆！」 - Ikinuke! Haha Berumeru to Nami no kizuna! – "Sopravvivere! Il legame tra Nami e sua madre Bellmer!" | 9 agosto 2000     | 21 dicembre 2001 |
| 36 | Nojiko continua a raccontare la storia della sua infanzia. Arlong e la sua ciurma si presentarono a casa di Bellmer ma, avendo capito che si trattava di guai, Bellmer li attaccò. La mossa però fu inutile, perché Arlong era troppo forte per Bellmer. Genzo convinse gli uomini pesce che Bellmer viveva da sola, in modo che potesse salvarsi, ma Bellmer contro ogni aspettativa rivelò loro la verità. Non voleva, infatti, negare di avere due figlie. Genzo allora cercò di sparare ad Arlong, ma senza successo. Mentre la popolazione cercò di ribellarsi, Arlong uccise Bellmer, che non aveva più soldi per salvarsi la vita. Inoltre, dopo avere scoperto che Nami era brava con le carte, Arlong ordinò che fosse presa e portata con loro. Alcuni giorni dopo gli abitanti di Coco decisero nuovamente di ribellarsi, ma Nami li raggiunse e gli rivelò di aver deciso di unirsi alla ciurma di Arlong; nessuno capì le motivazioni del suo gesto. In seguito Nami rivelò a Nojiko di avere fatto un patto con Arlong: in cambio di 100.000.000 Arlong avrebbe liberato il villaggio. Terminato il racconto Nojiko insiste affinché la ciurma di Rufy non intervenga. Nel frattempo i marine di Nezumi si presentano a casa di Nami con l'intenzione di confiscare tutto il denaro accumulato negli ultimi 8 anni. |                   |                  |
| 37 | La promessa spezzata 「ルフィ立つ！裏切られた約束の結末！」 - Rufi tatsu! Uragirareta yakusoku no ketsumatsu! – "Rufy alla riscossa! L'esito di una promessa infranta!" | 16 agosto 2000    | 7 gennaio 2002   |
| 37 | Nezumi, accompagnato da Genzo, raggiunge la casa di Nami con l'intenzione di confiscare il tesoro che ha accumulato negli anni. Nami prima prova a usare Arlong come minaccia e poi attacca i marine prima che inizino a perquisire la sua proprietà. La ricerca però prosegue e Nami scopre che è stato proprio Arlong a inviarlo per impedire che il villaggio di Coco venga riscattato. Viene trovato il punto in cui il tesoro è nascosto e Nezumi spara a Nojiko mentre cercava di impedire a Nami di attaccarlo. Nojiko viene portata al villaggio per essere curata da Nako, mentre Nami si dirige ad Arlong park per costringerlo ad ammettere le sue colpe, ma Arlong sostiene che ciò che ha fatto non è scorretto. Non potendo fare altro Nami torna al villaggio per impedire ai suoi concittadini di attaccare, perché li porterebbe solo alla morte. La popolazione però non sente ragioni e parte alla carica. Nami, rimasta da sola e disperata, inizia a pugnalare il tatuaggio di Arlong che ha sulla spalla finché non viene fermata da Rufy. Nami gli chiede aiuto e Rufy, assieme ai suoi compagni, si dirige verso Arlong park. |                   |                  |
| 38 | Pirati contro uomini-pesce 「ルフィ大ピンチ！魚人vsルフィ海賊団」 - Rufi dai pinchi! Kyojin VS Rufi kaizoku-dan – "Rufy è nei guai! Gli uomini-pesce vs. la ciurma di Rufy" | 23 agosto 2000    | 8 gennaio 2002   |
| 38 | Rufy sfonda l'ingresso di Arlong park e colpisce Arlong senza nessun preavviso. Gli altri uomini pesce partono al contrattacco, ma a loro volta vengono attaccati da Sanji. Anche Zoro e Usop raggiungono Rufy, mentre Johnny e Yosaku si mettono di guardia all'esterno dell'edificio. Arlong deride gli intrusi e Hacchan richiama Momu, con l'intenzione di dargli in pasto gli umani. Momu è stato già incontrato da Rufy e Sanji che l'hanno sconfitto e, riconoscendoli, decide di andarsene, ma sentendo le parole di Arlong Momu torna all'attacco. Rufy decide di occuparsene personalmente e incastra i piedi nel cemento, dopodiché solleva Momu e lo usa come una mazza per sconfiggere i membri di basso grado della ciurma di Arlong. Infine scaglia Momu lontano, che perde i sensi per tutti i giri che ha fatto. Gli ufficiali di Arlong decidono di occuparsi degli invasori. Kuroobi e Sanji litigano riguardo a Nami e si preparano a combattere, mentre Zoro sfida Hacchan. Pciù si infuria con Usop che involontariamente lo ha colpito e lo insegue all'esterno di Arlong park. Arlong stacca il cemento attorno ai piedi di Rufy, lo solleva e lo getta in acqua. Sanji vorrebbe tuffarsi subito per salvare Rufy, ma Zoro lo convince che prima è necessario sconfiggere i nemici. |                   |                  |
| 39 | Una lotta senza quartiere 「ルフィ水没！ゾロｖｓタコのはっちゃん」 - Rufi suibotsu! Zoro VS tako no Hacchan – "Rufy sott'acqua! Zoro vs. Hacchan il polpo" | 30 agosto 2000    | 9 gennaio 2002   |
| 39 | Zoro affronta Hacchan, ma all'inizio non riesce a combattere al meglio delle sue possibilità perché può usare una sola spada, e inoltre è ancora debole per le ferite ricevute nello scontro del baratie contro Mihawk. Sanji se la vede con Kuroobi e all'inizio sembra avere la peggio. Usop fugge da Arlong park portandosi dietro Pciù, consapevole che anche questo piccolo contributo può aiutare Rufy. Zoro si fa prestare le spade da Johnny e Yosaku e finalmente riesce a sconfiggere Hacchan. Quando Kuroobi sta per colpirlo, Sanji interviene e respinge Kuroobi con un calcio. Poi si tuffa in acqua per rompere il cemento che imprigiona Rufy. Prima che possa farlo però anche Kuroobi si tuffa e così comincia uno scontro subacqueo tra i due. Nel frattempo Genzo e Nojiko fanno di tutto per fare sopravvivere Rufy, allungandogli il collo e portandogli la testa fuori dall'acqua. |                   |                  |
| 40 | Lo scontro subacqueo 「誇り高き戦士！激闘サンジとウソップ」 - Hokori takaki senshi! Gekitō Sanji to Usoppu – "Prodi guerrieri! Sanji e Usop si lanciano all'attacco" | 6 settembre 2000  | 10 gennaio 2002  |
| 40 | Kuroobi attacca Genzo, che sta cercando di salvare la vita a Rufy, ma viene sfidato da Sanji. Sott'acqua, però, la forza di Sanji è molto inferiore al solito, mentre Kuroobi utilizza il karate degli uomini pesce per infliggergli molti colpi. Poi lo trattiene sott'acqua per farlo annegare, ma Sanji gli tappa le branchie in modo che nemmeno Kuroobi possa resistere senza emergere. Entrambi escono dall'acqua e decidono di affrontarsi sulla terraferma. Prima ancora che Kuroobi possa sferrare il suo primo attacco, Sanji lo colpisce ripetutamente, sconfiggendolo. Altrove, sull'arcipelago, Pciù crede di aver sconfitto Usop e per questo torna ad Arlong park. Usop però ha solo inscenato di essere morto e pensa alle parole da dire ai suoi compagni per giustificare la sconfitta. Ripensa al coraggio mostrato e dalla gente del villaggio di Coco e si vergogna della sua codardia, così decide di sfidare di nuovo Pciù. Viene colpito con violenza, ma non si arrende; si nasconde nel bosco e da lì colpisce Pciù con una bottiglia di vino. Poi, dopo essersi difeso da una raffica di proiettili d'acqua, usa la sua fionda per dargli fuoco e colpirlo molte volte con un martello fino a fargli perdere i sensi. Intanto Zoro e Sanji sono stati violentemente colpiti da Arlong. Nami lo raggiunge e dichiara di essere lì per ucciderlo. |                   |                  |
| 41 | L'ultima speranza 「ルフィ全開！ナミの決意と麦わら帽子」 - Rufi zenkai! Nami no ketsui to mugiwara bōshi – "Rufy a piena potenza! La determinazione di Nami e il cappello di paglia" | 13 settembre 2000 | 11 gennaio 2002  |
| 41 | Arlong ride della minaccia di Nami e le offre di tornare subito dalla sua parte altrimenti ucciderà tutti gli abitanti del villaggio di Coco. Nami decide di avere fiducia in Rufy, che poco dopo riprende conoscenza; per questo Sanji si tuffa in acqua per distruggere il cemento che lo immobilizza, mentre Zoro tiene occupato Arlong. Hacchan però riprende i sensi e si lancia all'inseguimento di Sanji, mentre Arlong trafigge Zoro con il suo naso, gli strappa le bende sul torace e osserva sconcertato la ferita che Zoro ha subito per mano di Mihawk e che avrebbe dovuto ucciderlo. Sott'acqua Nojiko cerca di impedire a Hacchan di raggiungere Sanji, ma prima che Hacchan possa colpire Nojiko, le ferite che Zoro gli ha inflitto si riaprono facendogli perdere i sensi. Sanji riesce così a spezzare il blocco di cemento che blocca Rufy, che torna in superficie. Rufy prende il posto di Zoro e comincia a colpire Arlong, ma senza riuscire a ferirlo. Quando il vero scontro ha inizio Arlong dimostra le potenzialità della sua razza, ma Rufy dichiara di essere sicuro di vincere. |                   |                  |
| 42 | La sfida 「炸裂！魚人アーロン海からの猛攻撃！」 - Sakuretsu! Kyojin Āron umi kara no mōkōgeki! – "Esplosione! Il feroce assalto dal mare di Arlong!" | 27 settembre 2000 | 14 gennaio 2002  |
| 42 | Arlong continua a deridere Rufy sostenendo che gli umani sono esseri inferiori. Per dimostrarlo usa i denti per distruggere una colonna e due spade, ma Rufy gli sferra un pugno che glieli spezza. La mossa però si rivela inutile perché gli uomini pesce possono farseli ricrescere ogni volta che è necessario. Arlong glielo dimostra staccandosi per due volte tutta l'arcata e impugnando i denti come armi. Rufy allora glieli fa perdere di nuovo e se li mette in bocca; nonostante riesca a infliggere un morso ad Arlong, però, viene a sua volta colpito ripetutamente. Arlong decide di sfruttare la sua maggiore velocità per cercare di trafiggere Rufy con il naso, ma senza successo. Rufy invece riesce a colpirlo e a farlo schiantare contro il pavimento. Arlong perde il controllo e inizia a combattere selvaggiamente, ricorrendo anche alla sua kiribachi e distruggendo buona parte di Arlong park, finché i due non finiscono nella stanza all'ultimo piano in cui Nami ha lavorato per anni. |                   |                  |
| 43 | La fine di un impero 「魚人帝国の終わり！ナミは俺の仲間だ！」 - Kyojin teikoku no owari! Nami wa ore no nakama da! – "La fine dell'impero degli uomini-pesce! Nami è una mia compagna!" | 27 settembre 2000 | 15 gennaio 2002  |
| 43 | Arlong sostiene che l'abilità di Nami deve rimanere al servizio degli uomini pesce, che costituiscono una razza superiore. Rufy si infuria sentendo le parole di Arlong e inizia a distruggere i mobili e le mappe presenti nella stanza. Arlong cerca di fermarlo e gli azzanna il collo; nonostante la ferita, Rufy lo afferra e gli spezza il naso per fargli mollare la presa. Rufy decide di distruggere completamente la stanza con un calcio e Arlong si prepara a morderlo di nuovo: parte alla carica, ma viene colpito dal piede di Rufy e schiacciato a terra. La forza del colpo distrugge il pavimento della stanza e delle stanze ai piani inferiori. Per via dei numerosi danni Arlong park crolla su se stesso, riducendosi a un rudere. I pirati di Rufy e tutti gli abitanti di Coco rimangono senza parole mentre cercano di capire cosa sia successo. Improvvisamente Rufy emerge dalle macerie e tutti i presenti esultano per la fine del regno di terrore di Arlong. Nezumi però si presenta di fronte alla folla e pretende che gli vengano consegnate tutte le ricchezze di Arlong, ma Zoro e Nami lo malmenano. Nezumi se ne va promettendo a Rufy che il comportamento dei suoi sottoposti sarà fonte di guai; contatta il quartier generale della marina e richiede che venga posta una taglia molto alta sulla sua testa. |                   |                  |
| 44 | La partenza 「笑顔の旅立ち！さらば故郷ココヤシ村」 - Egao no tabidachi! Saraba furusato Cocoyashi Mura – "Partenza con il sorriso in volto! Addio, mio amato villaggio di Cocoyashi" | 11 ottobre 2000   | 16 gennaio 2002  |
| 44 | Arlong è stato sconfitto; la notizia di quanto accaduto si diffonde in tutto l'arcipelago Konomi, provocando feste ovunque. Zoro si fa curare da Genzo anche per la ferita ricevuta da Mihawk, mentre Nami riflette sulla possibilità di partire. Dopo tre giorni tutti sono ancora intenti a festeggiare e Nami, che ha preso la sua decisione, si fa cancellare il tatuaggio dei pirati di Arlong dal braccio. Genzo, intanto, visita la tomba di Bellmer e ripensa al passato finché non viene interrotto da Rufy. Genzo, conscio che Nami prenderà il mare con Rufy, costringe Rufy a promettergli che non le farà mai perdere il sorriso. Quando tutti finalmente si addormentano, Nami sistema le proprie cose, lascia tutto il denaro accumulato negli anni e ripensa ai bei momenti della sua infanzia prima di uscire di casa. Il mattino seguente i compagni di Rufy riforniscono la Going Merry con delle scorte di cibo. Johnny e Yosaku si separano dalla ciurma, che però rimane in attesa dell'arrivo di Nami. All'improvviso Nami fa la sua comparsa e raggiunge la nave che sta salpando attraversando la folla di compaesani che vorrebbero fermarla per ringraziarla. Dopo essere salita sulla nave Nami rivela il motivo del suo gesto: mentre correva ha rubato i portafogli di tutti quanti. Nonostante questo tutti la salutano e le augurano buona fortuna. |                   |                  |
| 45 | Il ricercato 「賞金首！麦わらのルフィ世に知れ渡る」 - Jōkinkubi! Mugiwara no Rufi yo ni shirewataru – "Ricercato! Rufy Cappello di paglia diventa famoso nel mondo" | 25 ottobre 2000   | 17 gennaio 2002  |
| 45 | Nami acquista un giornale e mentre sfoglia le pagine cade da esso il manifesto di una taglia: si tratta proprio di quello di Rufy, dal valore di trenta milioni di berry. I vertici della marina, infatti, sono venuti a conoscenza delle sue azioni contro Bagy, Creek e Arlong. Nei luoghi natali dei componenti della ciurma la notizia si diffonde: tutti sono felici di sapere che i loro amici stanno bene. Rufy è felicissimo della sua fama, mentre Usop e Sanji sognano di diventare famosi come Rufy; Nami e Zoro, invece, si preoccupano perché la taglia potrebbe attirare molti cacciatori di taglie e la marina. Anche Fullbody scopre la taglia sulla testa di Rufy e decide di catturarlo per riscattare il suo onore, caduto dopo la sconfitta subita per mano di Sanji. Proprio in quel momento la Going Merry gli passa a fianco, così parte all'inseguimento e prova a colpirli con il cannone, ma esso è ridotto in cattive condizioni e non funziona. Ci riprova con un arrembaggio, ma Fullbody e tutti i suoi uomini vengono sconfitti in fretta. Mihawk intanto giunge in un luogo per parlare con Shanks. Gli porta la notizia che Rufy è diventato famoso; per questo Shanks decide di festeggiare. La ciurma di Rufy decide di dirigersi a Rogue Town prima di avventurarsi nella Rotta Maggiore. |                   |                  |
| 46 | Avventura sul mare 「麦わらを追え！小さなバギーの大冒険」 - Mugiwara o oe! Chisa na Bagī no dai bōken – "Inseguendo Cappello di paglia! La grande avventura del piccolo Bagy" | 1º novembre 2000  | 18 gennaio 2002  |
| 46 | Mentre la ciurma di Rufy naviga serenamente nel Mare Orientale, Bagy ha completato una zattera con cui abbandonare l'isola su cui Rufy lo ha scagliato durante il loro scontro. Riesce a raggiungere un'altra isola nonostante alcuni pesci carnivori e altre difficoltà, così si mette a inseguire un uccellino per mangiarlo. Prima che possa farcela, però, giunge in soccorso dell'animale il genitore, che a sua volta inizia a inseguire Bagy. Dopo averlo catturato lo mangia, ma il suo sapore è così indigesto che lo sputa subito, scagliandolo su un'altra isola. Il luogo su cui Bagy atterra è l'isola degli animali strani, dove incontra Gaimon. I due pirati si minacciano a vicenda prima di partire all'attacco. Bagy viene sconfitto, ma si salva perché Gaimon non lo reputa interessato a uccidere gli animali. I due diventano quindi grandi amici e alla sera festeggiano. Il giorno dopo Bagy riparte su una nuova zattera e si allontana dall'isola, ma viene immediatamente attaccato da un gigantesco granchio. Prima di fare una brutta fine, però, viene salvato da Albida che lo fa salire a bordo della sua nave. Albida vuole trovare Rufy e per questo propone un'alleanza a Bagy, che accetta volentieri. |                   |                  |
| 47 | Il ritorno del pagliaccio 「お待ちかね！あぁ復活のバギー船長！」 - Omachikane! Aa fukkatsu no Bagī senchō! – "L'attesa è finita! Il ritorno del capitano Bagy!" | 8 novembre 2000   | 21 gennaio 2002  |
| 47 | Bagy e Albida navigano alla ricerca dei compagni di ciurma. Questi ultimi, dopo essere fuggiti dalla città di Orange, piangono per la sorte di Bagy. Dopo alcuni giorni tengono una specie di cerimonia funebre sull'isola dei kumate, dopodiché Moji e Kabaji si sfidano. Dopo molte ore, entrambi stremati, continuano a combattere, mentre i loro compagni già dormono. A un certo punto il leone, sonnambulo, li colpisce e li manda al tappeto. Il mattino dopo la ciurma viene circondata dagli abitanti dell'isola e catturati. Nel frattempo Bagy avvista la sua nave, così Bagy e Albida sbarcano e si riuniscono a Moji e Kabaji, ancora privi di sensi. Albida informa gli altri che la tribù che abita l'isola è cannibale, per cui è necessario sbrigarsi. Tutti e quattro accorrono a salvare gli altri componenti della ciurma prima che vengano cucinati in un pentolone. Bagy riacquista il controllo sul suo corpo, libera i suoi compagni e sconfigge i cannibali. Tutti quanti salgono a bordo della big top e prendono il mare con l'intenzione di trovare Rufy e vendicarsi. Nel frattempo i pirati di Rufy si avvicinano a Rogue Town, la città in cui Roger è nato, e dove molti anni dopo è stato giustiziato. |                   |                  |
| 48 | La terra del re dei pirati 「始まりと終りの町・ローグタウン上陸」 - Hajimari to owari no machi: Rōgutaun jōritsu – "La città dell'inizio e della fine: approdo a Rogue Town" | 22 novembre 2000  | 22 gennaio 2002  |
| 48 | Nella base della marina presente a Rogue Town arriva la notizia che in città è sbarcata la ciurma di Rufy. Poco dopo Smoker, comandante della divisione della Marina, viene informato che una ciurma sta causando caos al porto, così si dirige lì per arrestare i responsabili. In pochi secondi li arresta tutti, ma capisce che non si trattava della ciurma di Rufy. Pochi istanti dopo, paradossalmente, Rufy lo raggiunge e Smoker gli spiega come raggiungere il famoso patibolo. Altrove Zoro assiste al breve scontro con il quale Tashigi si sbarazza di Kose e Pakky, due pirati in cerca di vendetta. Dopo averla vista in faccia, Zoro si stupisce del fatto che assomigli molto a Kuina. Rufy invece entra in un bar per chiedere nuovamente indicazioni e finisce per farsi raccontare da Raoul alcune storie su Roger. Qualche minuto dopo Smoker entra in quello stesso bar, ma Rufy se ne è già andato. Smoker ripensa al giorno dell'esecuzione di Roger, a cui ha assistito. Poi viene a sapere che Rufy ha chiesto indicazioni, così va di corsa verso il patibolo. |                   |                  |
| 49 | Le nuove spade di Zoro 「三代鬼徹と雪走！ゾロの新刀と女曹長」 - Sandai Kitetsu to Yubashiri! Zoro no shintō to onna sōchō – "Sandai Kitetsu e Yubashiri! Le nuove spade di Zoro e la sergente maggiore" | 22 novembre 2000  | 23 gennaio 2002  |
| 49 | Smoker raggiunge Rufy nella piazza mentre si sta arrampicando sul patibolo. Comincia un combattimento tra i due ma Rufy, per via della sua goffaggine, si scaraventa da solo a grande distanza. Una volta atterrato si addormenta per la stanchezza. Nel frattempo Zoro segue Tashigi, che crede che sia disperatamente bisognoso di soldi e gli offre di lavorare. Zoro non riesce a evitarlo e nel frattempo osserva gli allenamenti di Tashigi. All'improvviso viene scoperto da due marine così li sconfigge prima di andarsene di corsa. Raggiunge un negozio di armi e Ipponmatsu, notando la wado ichimonji, cerca di comprargliela per molto meno del suo valore. In quello stesso negozio entra anche Tashigi per ritirare la propria spada e involontariamente rovina l'affare a Ipponmatsu. Tashigi poi aiuta Zoro a scegliere due nuove spade. Tra quelle di basso prezzo i due trovano la Sandai Kitetsu, una spada maledetta. Nonostante ciò Zoro insiste nel volerla prendere e per questo decide di testare la sua maledizione rischiando di perdere un braccio. La spada gli passa vicino senza ferirlo e Ipponmatsu, affascinato dal suo coraggio, decide di regalargli la lama più preziosa che possiede, la yubashiri. Rufy si risveglia e si dirige nuovamente verso il patibolo, mentre la ciurma di Bagy e la marina continuano a dargli la caccia. |                   |                  |
| 50 | Una prova di coraggio 「ウソップVS子連れのダディ真昼の決闘」 - Usoppu VS Kotsure no Dedi mahiru no kettō – "Usop vs. Daddy il genitore, buello a mezzogiorno" | 29 novembre 2000  | 24 gennaio 2002  |
| 50 | Nell'ufficio di Smoker fa la sua comparsa Masterson. Dopo avere consegnato a Smoker alcuni criminali se ne va e, lungo la strada, viene circondato dai cinque complici di quegli uomini, intenzionati a vendicarli. Masterson se ne sbarazza senza fatica, dimostrando la sua abilità con le pistole. Nel frattempo Usop decide di acquistare un paio di occhiali speciali che lo aiutino a proteggere i suoi occhi mentre prende la mira, ma mentre cerca i soldi vengono venduti a Carol. Usop cerca di convincerla a cederglieli, affermando di avere una taglia sulla testa. Carol però consegna gli occhiali a Masterson, poco distante, che si interessa alle parole di Usop. Usop, spaventato, confessa di avere mentito, ma quando sente che Masterson non è interessato ai pirati con grandi taglie ricomincia a cercare di spaventarlo per ottenere in cambio gli occhiali. Masterson propone a Usop un duello con in palio l'oggetto che interessa a entrambi e Usop non riesce a tirarsi indietro. All'ultimo momento decide di fuggire, ma Masterson lo disarma. Usop implora che gli venga risparmiata la vita e Nami interviene in sua difesa chiamandolo. Nel sentirlo Masterson capisce tutto, infatti Yasop è riuscito a sconfiggerlo in duello e gli racconta come gli risparmiò la vita dopo averlo battuto. Usop chiede a Masterson di affrontarlo di nuovo, promettendo che non fuggirà. Masterson lo sfida a colpire con la sua fionda un bersaglio lontanissimo. Usop ci riesce, così Carol gli dona gli occhiali e se ne va assieme a Masterson. |                   |                  |
| 51 | Il cuoco dell'anno 「炎の料理バトル？サンジVS美人シェフ」 - Honoo no kyōri batoru? Sanji VS bijin chefu – "Battaglia tra fuoco e fiamme in cucina? Sanji vs. la bella chef" | 6 dicembre 2000   | 25 gennaio 2002  |
| 51 | Sanji, mentre passeggia per Rogue Town viene raggiunto da Carmen. Carmen è intenzionata a sconfiggerlo in una gara di cucina, così lo esorta a iscriversi alla manifestazione in programma quel pomeriggio in città. Altrove, in città, Bagy pianifica la vendetta nei confronti di Rufy e non si accorge che si trova a pochi passi finché non è troppo tardi per attaccarlo. Sanji, girovagando per il mercato, nota un pesce prelibato e scopre che si tratta del premio della gara di cucina, così si iscrive. Raggiunge la finale senza difficoltà e affronta Carmen. Carmen viene sconfitta e ammette la superiorità di Sanji. Rufy raggiunge la piazza in cui è stato giustiziato Roger e sale sul patibolo. Smoker e la ciurma di Bagy si preparano a fare la loro mossa nei suoi confronti. |                   |                  |
| 52 | Il passato ritorna 「バギーのリベンジ！処刑台で笑う男！」 - Bagī no ribenji! Shokeidai de warau otoko! – "La vendetta di Bagy! L'uomo che sorride dal patibolo!" | 13 dicembre 2000  | 28 gennaio 2002  |
| 52 | Rufy viene raggiunto da Albida. Albida ha cambiato aspetto dopo avere mangiato il frutto Swish Swish. Albida viene raggiunta dalla ciurma di Bagy, con cui si è alleata. Kabaji intrappola Rufy nei ceppi presenti sul patibolo e Bagy dichiara di volerlo uccidere. Altrove Smoker ordina ai suoi uomini di prepararsi ad arrestare tutti i pirati, ma di aspettare che Bagy uccida Rufy in modo che il lavoro sia più semplice. Mentre una tempesta si sta per scatenare sull'isola, i marine si dirigono al porto per distruggere le navi pirata. Nami e Usop, prevedendo questa mossa, corrono a proteggere la loro imbarcazione. Sul posto si trovano già Moji e Richi, intenzionati a dare fuoco alla Going Merry. Zoro e Sanji raggiungono la piazza e provano a salvare Rufy, ma non riescono a liberarlo in tempo. Rufy sorride di fronte alla morte e Bagy cala la spada, ma un fulmine lo colpisce, ferma Bagy e distrugge il patibolo. Il pericolo non è terminato perché i marine invadono la piazza, ma Rufy, Zoro e Sanji fuggono diretti al molo. Smoker decide di catturarlo personalmente. |                   |                  |
| 53 | Il viaggio riprende 「伝説は始まった！目指せ偉大なる航路（グランドライン）」 - Densetsu wa hajimatta! Mezase Gurando Rain – "La leggenda ha inizio! Verso la Rotta Maggiore" | 10 gennaio 2001   | 29 gennaio 2002  |
| 53 | Rufy, Zoro e Sanji fuggono di corsa diretti verso la loro nave. I pirati di Bagy e Albida si sbarazzano dei marine che li circondano e tentano di inseguire Rufy, ma Smoker interviene e li immobilizza con il suo potere. Dopodiché decide di dare la caccia anche alla ciurma di Rufy e parte al suo inseguimento. Il gruppo di Rufy si imbatte in Tashigi, decisa a sconfiggere Zoro per sequestrargli la wado ichimonji. I due spadaccini iniziano a combattere, mentre gli altri due pirati proseguono. Il duello termina in fretta con la vittoria di Zoro, che se ne va risparmiando la vita di Tashigi. Rufy e Sanji invece si trovano di fronte a Smoker; Rufy decide di affrontare Smoker lasciando proseguire Sanji. Gli attacchi di Rufy non hanno successo perché Smoker possiede un frutto Rogia e può trasformarsi in fumo per non farsi colpire. Smoker invece riesce a immobilizzarlo, ma all'improvviso interviene Dragon che blocca il jitte di Smoker. Subito dopo una fortissima raffica di vento attraversa l'intera città e libera la ciurma di Bagy e Albida e riunisce la ciurma di Rufy al molo. Rufy allora utilizza il suo potere per scagliarsi con i suoi amici sulla nave. Smoker e Tashigi decidono di raggiungere la Rotta Maggiore per inseguire Rufy e Zoro e catturarli. Anche l'alleanza Bagy e Albida decide di inseguirli in quel mare. |                   |                  |
| 54 | Una ragazza misteriosa 「新たなる冒険の頼ｴ！謎の少女アピス」 - Arata naru bōken no yokan! Nazo no shōjo Apisu – "Il preludio di una nuova avventura! Apis, una misteriosa bambina" | 17 gennaio 2001   | 30 gennaio 2002  |
| 54 | In una notte di tempesta Apis fugge da una nave della marina. Nelson si infuria perché avrebbe potuto svelargli il luogo in cui è presente un ingrediente con cui si può ottenere l'eterna giovinezza. Il giorno dopo, la ciurma di Rufy la avvista e la porta sulla nave. All'inizio Apis è diffidente, ma poi si apre e dopo essersi presentata desidera tornare sulla sua isola natale, Warship. Per questo la ciurma si offre di accompagnarla. Le navi della marina avvistano la Going Merry e partono all'attacco. Per fortuna dei pirati, arriva all'improvviso un forte vento che tuttavia li spinge in una fascia di bonaccia. |                   |                  |
| 55 | Una creatura leggendaria 「奇跡の生物！アピスの秘密と伝説の島」 - Kiseki no seibutsu! Apis no himitsu to densetsu no shima – "Una creatura miracolosa! Il segreto di Apis e l'isola leggendaria" | 24 gennaio 2001   | 31 gennaio 2002  |
| 55 | Apis rischia di cadere dalla Going Merry direttamente nella bocca di uno dei re del mare, ma Rufy la salva in tempo. Mentre è a mezz'aria Apis ha un'idea e si fa lanciare nel naso dell'animale su cui si trova la nave, strappandogli un pelo. Il gigantesco re del mare starnutisce scagliando l'imbarcazione fuori dalla fascia di bonaccia, nuovamente nel Mare Orientale. La ciurma raggiunge Warship e Bokuden li invita a casa sua per ringraziarli di essersi presi cura di Apis. Una nave della marina li avvista, perciò Nelson incarica Eric di sbarcare sull'isola e catturare nuovamente Apis. Bokuden racconta ai suoi ospiti una leggenda secondo cui gli abitanti di Warship un tempo vivevano in un'altra isola, ormai sprofondata in mare, in compagnia dei sennenryu, draghi le cui ossa donano l'eterna giovinezza. Mentre Bokuden prosegue la narrazione, Apis si allontana di nascosto. In seguito anche Rufy e Nami lasciano la stanza e seguono alcune tracce che portano fino alla cima della montagna al centro dell'isola. Lì, all'interno di una grotta, i due pirati sorprendono Apis con Ryu. Apis riesce a comunicare con Ryu mediante il suo frutto e lo vuole aiutare a tornare sull'isola perduta. Ryu sa che quest'ultima riemergerà dalle acque, ma non ricorda più dove si trova. Apis confessa che i marine l'hanno rapita perché sono intenzionati a impossessarsi delle ossa di Ryu. Rufy si offre di aiutarla a realizzare il desiderio di Ryu. Nel frattempo la nave che trasporta Eric si avvicina. |                   |                  |
| 56 | Fuga dall'isola 「エリック出撃！軍艦島からの大脱出！」 - Erikku shutsugeki! Gunkan jima kara no dai dasshutsu! – "Erik all'attacco! La grande fuga dall'isola Corazzata!" | 31 gennaio 2001   | 1º febbraio 2002 |
| 56 | La marina raggiunge Warship, per questo Rufy e Nami mostrano ai loro compagni Ryu e gli spiegano che hanno intenzione di accompagnarlo sull'isola perduta. Per trasportare Ryu fino al mare e poi a destinazione, i pirati iniziano a costruire una gigantesca zattera dotata di ruote. Poi Zoro e Usop si occupano di spostare la Going Merry nel luogo in cui la zattera finirà in acqua, ma cominciano a essere inseguiti da numerose navi della marina. Altri marine invece risalgono la montagna e si preparano a catturare Ryu. Rufy e Sanji sconfiggono i marine, così Eric che accompagnava i soldati decide di affrontare i due personalmente. Eric è in possesso del frutto del diavolo Gust Gust, che lo ha reso in grado di generare lame d'aria taglienti con le unghie. Per fortuna dei pirati la loro nave arriva nel punto prestabilito, così il gruppo in cima alla montagna si lancia con il mezzo di trasporto appena costruito. Nel momento in cui atterrano in acqua spezzano l'albero maestro della nave della marina, bloccando gli inseguitori e si dirigono verso l'isola perduta. |                   |                  |
| 57 | La leggendaria isola perduta 「絶海の孤島！伝説のロストアイランド」 - Zekkai no kotō! Densetsu no rosuto airando – "Un'isola sperduta in mezzo al mare! La leggendaria Lost Island" | 7 febbraio 2001   | 4 febbraio 2002  |
| 57 | Mentre i marine riparano l'albero di una delle loro navi, distrutto dalla ciurma di Rufy, Eric riflette sul fatto che probabilmente i pirati conoscono l'ubicazione del nido dei draghi. Per questo impedisce a Hardy di contattare Nelson per aggiornarlo: vuole infatti tenersi l'elisir di lunga vita. Nelson però riceve lo stesso la notizia e comprende che Eric vuole tradirlo. Per questo ordina che tutte le navi salpino in direzione dell'isola Warship. Nel frattempo la ciurma di Rufy naviga senza meta finché Ryu improvvisamente non recupera parzialmente la memoria. Apis allora comunica ai pirati che la loro meta si trova a est. La Going Merry continua a navigare finché non raggiunge una superficie che riflette la sua immagine e la attraversa. I marine che da lontano li stanno inseguendo hanno l'impressione che la nave scompaia nel nulla. Nelson ordina di fermare l'inseguimento, mentre Eric decide di proseguire da solo a bordo di una scialuppa. Dopo avere attraversato la parete a specchio i pirati proseguono la loro navigazione in mezzo a un mare in tempesta, fino a raggiungere un'isola disabitata. Una volta sbarcati, iniziano a perlustrarla e decidono di recarsi fino in cima alla montagna che sorge al centro per potersi guardare attorno. Giunti di fronte all'edificio che si trova sulla sommità il pavimento crolla e tutti precipitano all'interno di una stanza in cui si trova un misterioso affresco. |                   |                  |
| 58 | Duello alle rovine 「廃墟の決闘！緊迫のゾロ対エリック!」 - Haikyo no kettō! Kinpaku no Zoro VS Erikku! – "Duello decisivo tra le rovine! Un Zoro provato vs. Erik!" | 14 febbraio 2001  | 5 febbraio 2002  |
| 58 | All'interno del tempio la ciurma di Rufy trova una misteriosa mappa dipinta sul soffitto. Da essa Nami deduce che l'isola perduta non è quella su cui si trovano, ma Warship. Lì, da qualche parte, si trova il nido dei draghi. Anche Ryu all'improvviso ricorda tutto e lo conferma ad Apis. A un tratto Zoro si accorge della presenza nelle vicinanze di Eric, così decide di affrontarlo per permettere ai suoi compagni di tornare alla Going Merry. Una volta fuggiti, però, i pirati vengono inseguiti da Eric, inseguito da Zoro. Zoro riesce a raggiungere Eric ma viene messo in difficoltà, ma Rufy lo porta in salvo allungando il braccio. La nave esce dalla zona protetta dal miraggio e si dirige verso l'isola Warship, inseguita dalle navi della marina guidate da Hardy su cui è tornato anche Eric. A peggiorare la situazione arrivano altre navi di fronte a loro che circondano la ciurma senza lasciarle vie di fuga. Nelson ordina di aprire il fuoco, mentre la ciurma di Rufy si prepara ad andare all'arrembaggio. |                   |                  |
| 59 | Siamo circondati 「ルフィ完全包囲！提督ネルソンの秘策」 - Rufi ransen hōi! Teitoku Neruson no hisaku – "Rufy completamente circondato! La strategia segreta del commodoro Nelson" | 21 febbraio 2001  | 6 febbraio 2002  |
| 59 | Le numerose navi della marina aprono il fuoco sulla Going Merry. Eric, intenzionato a impadronirsi delle ossa di Ryu, sale su una barca a remi ed entra nell'accerchiamento. Poiché Rufy respinge le palle di cannone Nelson ordina che sia utilizzata l'arma più potente a loro disposizione, un cannone gigantesco. Usop però spara per primo, distruggendo il cannone prima che faccia fuoco. Rufy, Zoro e Sanji partono al contrattacco. Salgono su una nave della marina, sconfiggono tutti i soldati e Zoro taglia le catene che chiudono l'accerchiamento. Prima che la Going Merry possa fuggire Eric la raggiunge e sale sulla zattera che trasporta Ryu. Con la minaccia di uccidere Apis costringe Nami e Usop a lasciare che si impadronisca della zattera e che si allontani trainandola. Invece di dirigersi verso Nelson, però, procede nella direzione opposta e fa del male ad Apis, provocando la reazione di Ryu che lo scaglia in acqua. Dopo essersi alzato, Ryu lancia un grido e si solleva in volo. Le cannonate della marina ricominciano e Ryu vola verso la nave su cui si trova Nelson, finché non cade in acqua per via delle ferite. |                   |                  |
| 60 | I draghi volanti 「大空を舞うもの！蘇る千年の伝説！」 - Oosora o mau mono! Yomigaeru sennen no densetsu! – "Si librano nel cielo! La leggenda millenaria vive ancora!" | 28 febbraio 2001  | 7 febbraio 2002  |
| 60 | La ciurma di Rufy è preoccupata per le sorti di Ryu. Nelson ordina di lanciare un arpione verso Ryu, ma Rufy intercetta e lo rispedisce a Nelson. Prima che sia possibile effettuare un nuovo attacco si scatena un breve terremoto e Ryu trova nuove forze per lanciare un richiamo. Centinaia di draghi appaiono all'orizzonte e si dirigono verso Warship; subito dopo Ryu muore in acqua. Rufy, furioso per la felicità di Nelson, attacca la sua nave e la distrugge con un calcio. Il resto della flotta va nel panico e alcune navi si scontrano tra loro, così Rufy, Zoro e Sanji riescono a tornare sulla Going Merry. All'improvviso un altro terremoto, molto più forte del precedente, provoca una bassa marea eccezionale che riporta in superficie il nido dei draghi. Le creature atterrano in questo luogo, dove moltissimi vecchi draghi sono morti prima di Ryu e dove si schiudono le loro uova. Apis comprende che Ryu è morto contento e accetta di tornare al suo villaggio. Nelson non crede ai suoi occhi quando vede quell'immensa quantità di ossa di drago utili per ottenere l'elisir dell'eterna giovinezza, ma viene ucciso da Eric. Rufy e i suoi compagni si accorgono così della sua presenza. |                   |                  |
| 61 | Una nuova avventura 「怒りの決着！赤い大陸（レッドライン）を乗り越えろ！」 - Ikari no kecchaku! Reddo Rain o norikoero! – "Un acceso scontro finale! Superiamo la Linea Rossa!" | 7 marzo 2001      | 8 febbraio 2002  |
| 61 | Eric propone a Rufy di allearsi perché ci sono abbastanza sennenryu affinché entrambi ottengano l'eterna giovinezza, ma Rufy rifiuta l'offerta. Per questo i due iniziano a combattere e in breve tempo Rufy scaglia Eric a grande distanza. I pirati si preparano a salpare e invitano Apis a unirsi a loro, ma Apis rifiuta preferendo rimanere a proteggere l'isola. Durante l'avvicinamento alla Reverse Mountain, Nami spiega ai suoi compagni quello che li attende. All'improvviso si scatena anche una tempesta, ma la Going Merry riesce lo stesso a infilarsi nel canale. All'improvviso Eric, che si era nascosto sulla nave, si mostra ai pirati, intenzionato a incassare la taglia sulla testa di Rufy. Nami però lo distrae e lo getta in mare. La ciurma raggiunge la vetta e inizia la discesa verso la Rotta Maggiore. |                   |                  |

## Accoglienza
L'uscita in home video della stagione in America, senza tagli, ha ricevuto generalmente recensioni positive dalla critica per l'umorismo, per le sequenze di combattimento, per i personaggi e per la musica. L'arco narrativo di Arlong Park è stato considerato il migliore della stagione, anche se David Brook ha descritto questi episodi come "melodrammatici" per Blueprint Review. Commentando l'animazione, diversi critici hanno applaudito l'accuratezza della serie rispetto allo stile artistico del manga, ma hanno notato che i momenti di animazione limitata tradiscono il basso budget della serie.

## Home video

### Giappone

#### VHS
| Nº | Data              | Videocassette | Episodi | Fonte  |
| -- | ----------------- | ------------- | ------- | ------ |
| 1  | 21 febbraio 2001  | 1             | 1-4     | [ 7 ]  |
| 2  | 21 febbraio 2001  | 1             | 5-8     | [ 8 ]  |
| 3  | 21 marzo 2001     | 1             | 9-12    | [ 9 ]  |
| 4  | 18 aprile 2001    | 1             | 13-16   | [ 10 ] |
| 5  | 23 maggio 2001    | 1             | 17-20   | [ 11 ] |
| 6  | 20 giugno 2001    | 1             | 21-24   | [ 12 ] |
| 7  | 18 luglio 2001    | 1             | 25-28   | [ 13 ] |
| 8  | 22 agosto 2001    | 1             | 29-32   | [ 14 ] |
| 9  | 19 settembre 2001 | 1             | 33-36   | [ 15 ] |
| 10 | 24 ottobre 2001   | 1             | 37-40   | [ 16 ] |
| 11 | 21 novembre 2001  | 1             | 41-44   | [ 17 ] |
| 12 | 19 dicembre 2001  | 1             | 45-48   | [ 18 ] |
| 13 | 17 gennaio 2002   | 1             | 49-52   | [ 19 ] |
| 14 | 14 febbraio 2002  | 1             | 53-56   | [ 20 ] |
| 15 | 20 marzo 2002     | 1             | 57-61   | [ 21 ] |

#### DVD
Gli episodi della prima stagione di One Piece sono stati distribuiti in Giappone anche tramite DVD, quattro per disco, dal 21 febbraio 2001 al 20 marzo 2002 e raccolti in un unico volume intitolato ONE PIECE ワンピース?. 
Gli episodi della prima stagione di One Piece sono stati distribuiti in Giappone anche tramite un altro volume di DVD, intitolato ONE PIECE Log Collection, dal 23 luglio 2010 al 27 agosto 2010. All'interno del volume sono compresi anche gli episodi dal 62 al 77 della seconda stagione.
| Nº                       | Data                  | Dischi                | Episodi               | Fonte                 |
| ONE PIECE ワンピース?    | ONE PIECE ワンピース? | ONE PIECE ワンピース? | ONE PIECE ワンピース? | ONE PIECE ワンピース? |
| ------------------------ | --------------------- | --------------------- | --------------------- | --------------------- |
| 1                        | 21 febbraio 2001      | 1                     | 1-4                   | [ 22 ]                |
| 2                        | 21 febbraio 2001      | 1                     | 5-8                   | [ 23 ]                |
| 3                        | 22 marzo 2001         | 1                     | 9-12                  | [ 24 ]                |
| 4                        | 18 aprile 2001        | 1                     | 13-16                 | [ 25 ]                |
| 5                        | 23 maggio 2001        | 1                     | 17-20                 | [ 26 ]                |
| 6                        | 20 giugno 2001        | 1                     | 21-24                 | [ 27 ]                |
| 7                        | 18 luglio 2001        | 1                     | 25-28                 | [ 28 ]                |
| 8                        | 22 agosto 2001        | 1                     | 29-32                 | [ 29 ]                |
| 9                        | 19 settembre 2001     | 1                     | 33-36                 | [ 30 ]                |
| 10                       | 24 ottobre 2001       | 1                     | 37-40                 | [ 31 ]                |
| 11                       | 21 novembre 2001      | 1                     | 41-44                 | [ 32 ]                |
| 12                       | 19 dicembre 2001      | 1                     | 45-48                 | [ 33 ]                |
| 13                       | 17 gennaio 2002       | 1                     | 49-52                 | [ 34 ]                |
| 14                       | 14 febbraio 2002      | 1                     | 53-56                 | [ 35 ]                |
| 15                       | 20 marzo 2002         | 1                     | 57-61                 | [ 36 ]                |
| ONE PIECE Log Collection |                       |                       |                       |                       |
| EAST BLUE                | 23 luglio 2010        | 1                     | 1-17                  | [ 37 ]                |
| SANJI                    | 23 luglio 2010        | 1                     | 18-30                 | [ 38 ]                |
| NAMI                     | 27 agosto 2010        | 1                     | 31-44                 | [ 39 ]                |
| LOGUE TOWN               | 27 agosto 2010        | 1                     | 45-61                 | [ 40 ]                |

#### Blu-ray
ONE PIECE Eternal Log contiene gli episodi in 16:9 in formato Blu-ray a definizione standard.
| Nº                    | Data                  | Dischi                | Episodi               | Fonte                 |
| ONE PIECE Eternal Log | ONE PIECE Eternal Log | ONE PIECE Eternal Log | ONE PIECE Eternal Log | ONE PIECE Eternal Log |
| --------------------- | --------------------- | --------------------- | --------------------- | --------------------- |
| EAST BLUE             | 22 gennaio 2021       | 2                     | 1-61                  | [ 41 ]                |

### Italia
In Italia i DVD della serie vennero pubblicati una prima volta da Shin Vision nel 2003 che, in 12 DVD da 4 episodi l'uno (5 il 12º DVD) racchiuse gli episodi dal 1 al 53 (cosiddetto One Piece I o All'arrembaggio! secondo la divisione italiana delle saghe). Questa pubblicazione venne però bruscamente interrotta a causa del fallimento dell'azienda. Un secondo tentativo fu fatto dalla GP Manga con dei DVD con custodia sottile contenenti 6 episodi l'uno ma, anche in questo caso, non si andò oltre il 53º episodio, sempre causa fallimento dell'azienda.